# Eurocopter EC665 Tigre
El Airbus Helicopters Tiger (anteriormente denominado Eurocopter EC665 Tigre) es un helicóptero de ataque fabricado por Airbus Helicopters (anteriormente Grupo Eurocopter, empresa sucesora de las respectivas divisiones de helicópteros de Aérospatiale y DASA), que en alemán o en inglés es conocido como Tiger; en cambio en Francia y España es llamado Tigre. El Tiger es un helicóptero de ataque bimotor de cuatro palas que entró en servicio por primera vez en 2003.
El desarrollo del Tiger comenzó durante la Guerra Fría, e inicialmente fue pensado como una plataforma de helicóptero antitanque para ser utilizada contra una invasión terrestre soviética de Europa occidental. Durante su prolongado período de desarrollo, la Unión Soviética colapsó, pero Francia y Alemania optaron por continuar con el mismo, desarrollándolo como un helicóptero de ataque polivalente. Alcanzó la preparación operativa en 2008.
El Tiger tiene la distinción de ser el primer helicóptero totalmente compuesto desarrollado en Europa; incluso los primeros modelos también incorporan otras características avanzadas, como una cabina de vidrio, tecnología de sigilo y gran agilidad para aumentar su capacidad de supervivencia. Desde entonces, han entrado en servicio variantes mejoradas, equipadas con motores más potentes y compatibles con una gama más amplia de armas. Desde la introducción del modelo en servicio, los Tiger se han utilizado en combate en Afganistán, Libia y Malí.

## Desarrollo

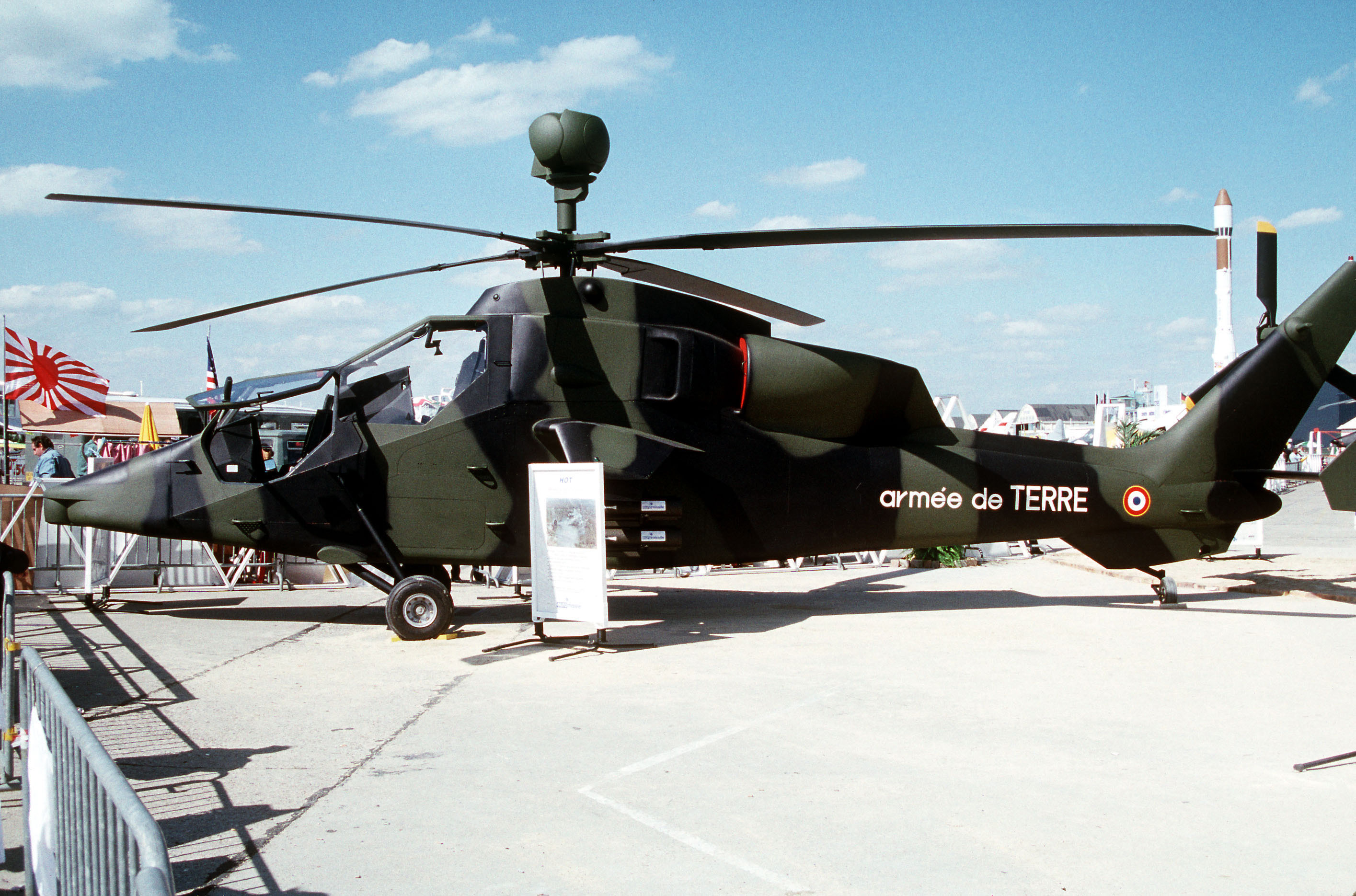
Un prototipo del helicóptero antitanque Tigre HAC para el Ejército de Tierra francés de muestra en el Festival Aéreo de París del año 1991.

En 1984, los gobiernos de Alemania y Francia emitieron un requerimiento para un helicóptero de batalla polivalente avanzado. El proyecto conjunto compuesto por MBB y Aérospatiale fue seguidamente elegido como el suministrador preferido. Debido a los altos costes, el programa fue cancelado en 1986, pero fue relanzado durante 1987. Como consecuencia, en noviembre de 1989, el grupo suministrador recibió un contrato para construir 5 prototipos. Tres de ellos eran prototipos desarmados para pruebas de la configuración, mientras que los otros dos eran prototipos armados: uno para la variante antitanque alemana y el otro para la variante de escolta francesa.
El primer prototipo hizo el primer vuelo en abril de 1991. Cuando Aérospatiale y MBB, entre otras, se fusionaron en 1992 para formar el Grupo Eurocopter, el programa Tiger también fue transferido al nuevo grupo. La producción en serie del Tiger empezó en marzo de 2002, y el primer vuelo del primer Tigre HAP de producción para el Ejército de Tierra francés tuvo lugar en marzo de 2003. La entrega del primero de los 80 helicópteros encargados por Francia se realizó en septiembre del mismo año.
A finales de 2003 comenzaron las entregas de los 80 helicópteros de la versión UHT de apoyo al combate encargados por Alemania.

### Actualizaciones
En enero de 2016 se anunció que Francia estaba trabajando con Australia, Alemania y España para definir una actualización adicional propuesta para su flota de Tigre, denominada actualización Tiger Mk III. Un aspecto clave de esta actualización, que está programada para realizarse alrededor de 2023, será la adopción de un misil contracarro común, así como otras mejoras en el sistema de comunicaciones.
En marzo de 2022, Airbus anunció que había llegado a un acuerdo con Francia y España para continuar con el programa Mk3, 42 helicópteros franceses se actualizarán con entregas a partir de 2029 y 18 españoles a partir de 2030, se espera que el prototipo Mk III vuele por primera vez en 2025. El Mk III de cada país será ligeramente diferente y reflejará los requisitos nacionales, las actualizaciones incluyen mejoras en el sistema electroóptico montado en el mástil; sistema de mira montado en el casco; sistema de visión mejorado; radios; enlaces de datos para equipos tripulados y no tripulados; nuevos misiles, cañones y cohetes aire-tierra y aire-aire; contramedidas mejoradas; un nuevo sistema de navegación sincronizado con el sistema de posicionamiento global Galileo; así como una suite de aviónica actualizada que incluye un nuevo sistema de gestión de datos tácticos y un sistema de gestión del campo de batalla.

### Pedidos de exportación

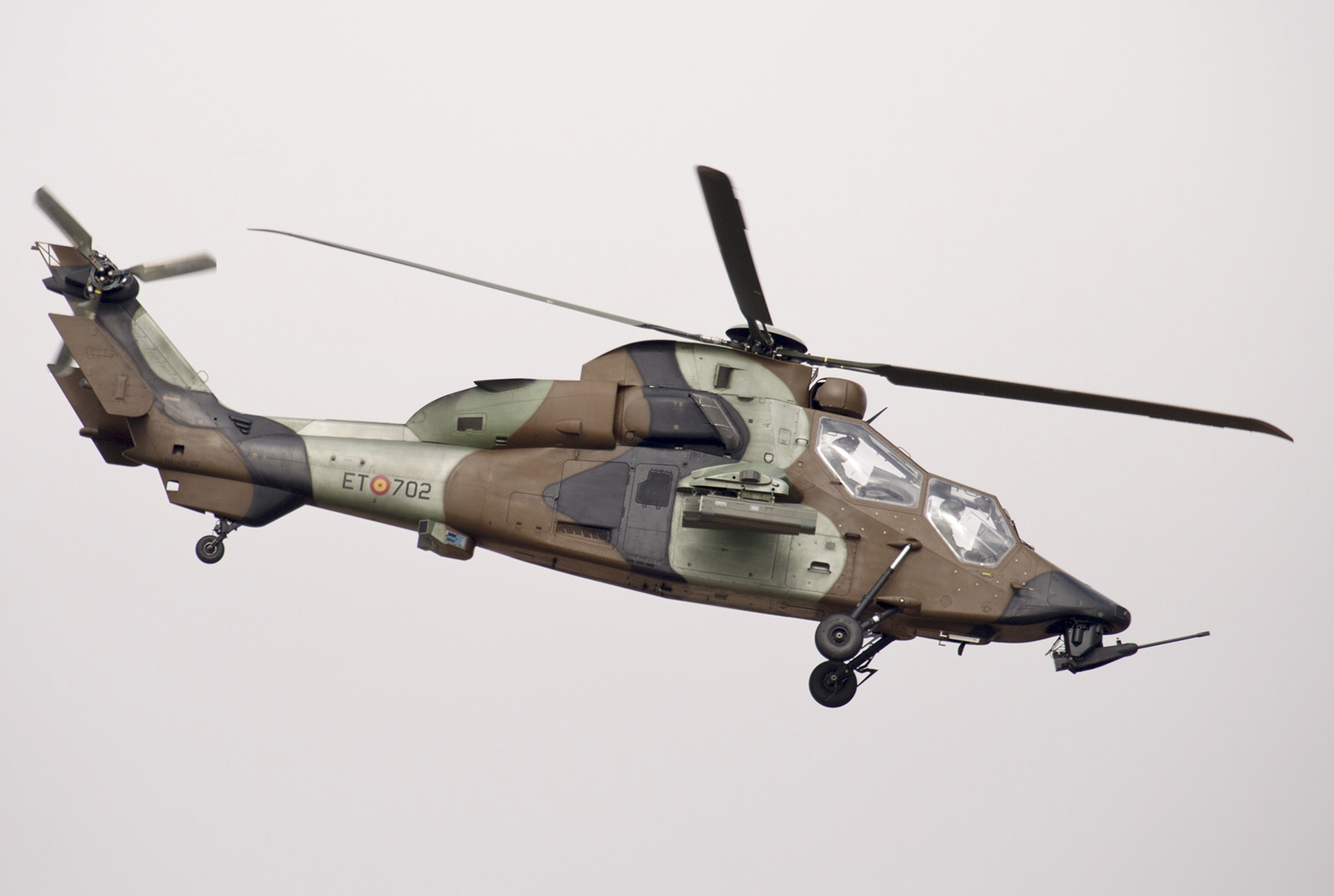
Tigre HAP español.

En diciembre de 2001, Eurocopter consiguió el contrato para el programa "Air 87 Requirement" del Ejército de Australia. El programa incluía el pedido de 22 helicópteros Tigre de la versión ARH de reconocimiento armado, y 18 de los 22 helicópteros serían ensamblados en la fábrica en Brisbane de Australian Aerospace, la empresa subsidiaria de Eurocopter en Australia. El primer Tigre ARH estaba fijado que entraría en servicio en 2004.
En septiembre de 2003, España eligió la variante del helicóptero Tigre HAP de soporte al combate, el Tigre HAD, para su Ejército de Tierra. Han sido pedidos 24 helicópteros de este tipo para ser armados con los sistemas de misiles Trigat y Mistral como misil antitanque y antiaéreo respectivamente (aunque, en junio de 2006, se seleccionó el Rafael Spike-ER israelí en lugar del Trigat). También tendrían un motor mejorado MTR390-E, en vez del MTR390-2C del HAP, y una mayor capacidad de carga útil. Las entregas estaban fijadas para 2007-2008. Francia optó por mejorar la mayoría de sus helicópteros HAP a la versión HAD pedida por España; por lo que la variante HAC nunca sería construida.
En julio de 2006, el Gobierno saudí firmó un contrato para la compra de un total de 142 helicópteros de varios modelos, entre los que se incluyen 12 helicópteros de ataque Tigre. Sin embargo, el acuerdo se vino abajo después, cuando Arabia Saudí mostró interés en adquirir helicópteros rusos en su lugar.

## Diseño
Debe notarse que, aun cuando el Tigre tiene una configuración de helicóptero artillado convencional de dos tripulantes sentados en tándem, es algo insólito en el sentido de que el piloto está en el asiento delantero y el artillero en el trasero, a diferencia de otros helicópteros de ataque actuales. Como consecuencia, los asientos están desplazados a los lados opuestos de la línea central para mejorar la vista hacia adelante del artillero desde la parte de atrás. Se decidió utilizar esta disposición por los accidentes en helicópteros Apache debidos al cálculo incorrecto de la distancia al suelo en vuelos a baja cota.  De esta forma, el piloto, al ir en la parte delantera, posee una mejor situación de observación.

### Protección
El Eurocopter Tigre es capaz de detener fuego de un cañón automático de hasta 23 mm de calibre.
El fuselaje del Tigre está hecho de:
- 80% fibra de carbono reforzada con polímero y kevlar.
- 11% de aluminio.
- 6% de titanio.

Los rotores están hechos de fibra-plástico capaz de resistir daños de combate e impactos de aves. La protección contra rayos y pulsos electromagnéticos está asegurada con láminas de cobre y rejillas de cobre/bronce. El helicóptero tiene instalado un sistema de aviso de radar AN/AAR-60 MILDS, aviso láser, detector de lanzamiento/aproximación de misiles desarrollado por EADS, todo conectado con la unidad central de procesamiento de Thales y el dispensador de señuelos y bengalas SAPHIR-M de MBDA.
En el diseño del Tigre han sido minimizadas las firmas de la aeronave: visual, radar, infrarroja y de sonido.

### Navegación
El sistema de navegación contiene dos unidades giróscopo láser triaxial Thales Avionique, dos magnetómetros, dos computadores de datos aéreos, radar Doppler de cuatro emisiones BAE Systems Canada CMA 2012, radioaltímetro, sistema de posicionamiento global (GPS) y un equipo de sensores de velocidad aerodinámica baja y sensores para seguimiento del terreno.

### Comunicación
Enlaces de datos: Link 4A, Thales Proprietary PR4G, STANAG 5066.
Radios: HF, MF, VHF, UHF, SATCOM militar, receptor GPS y enlace de datos (datalink).

### Armamento

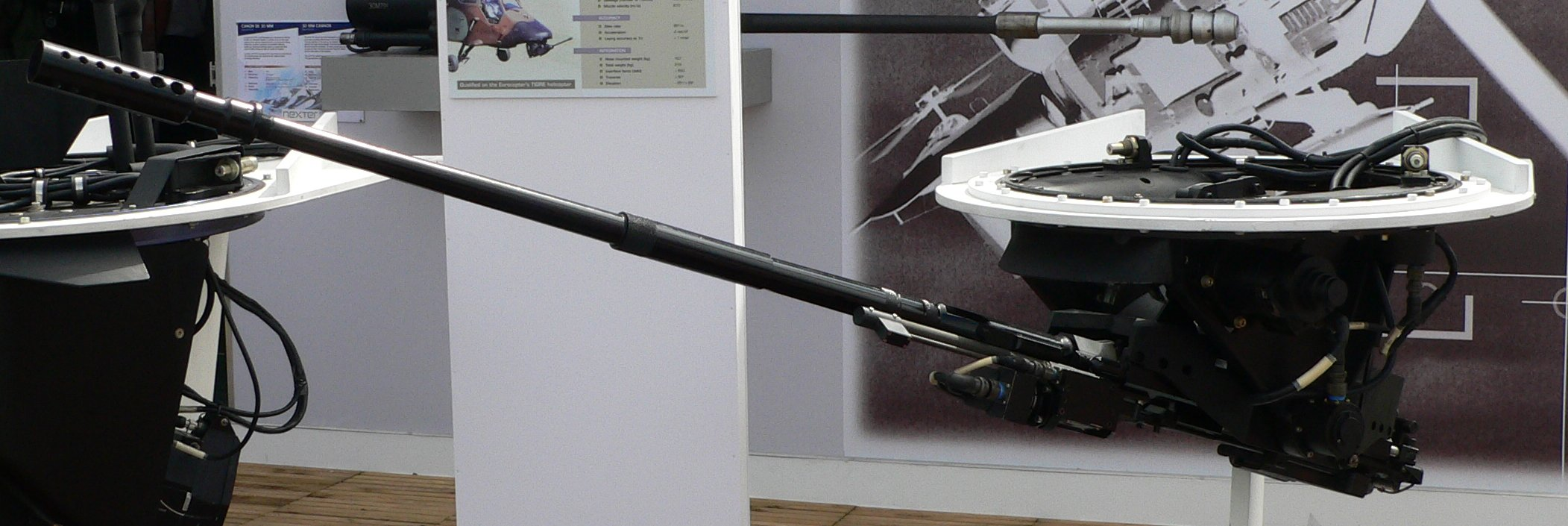
Cañón GIAT 30 montado en torreta THL-30 para el helicóptero Tigre.

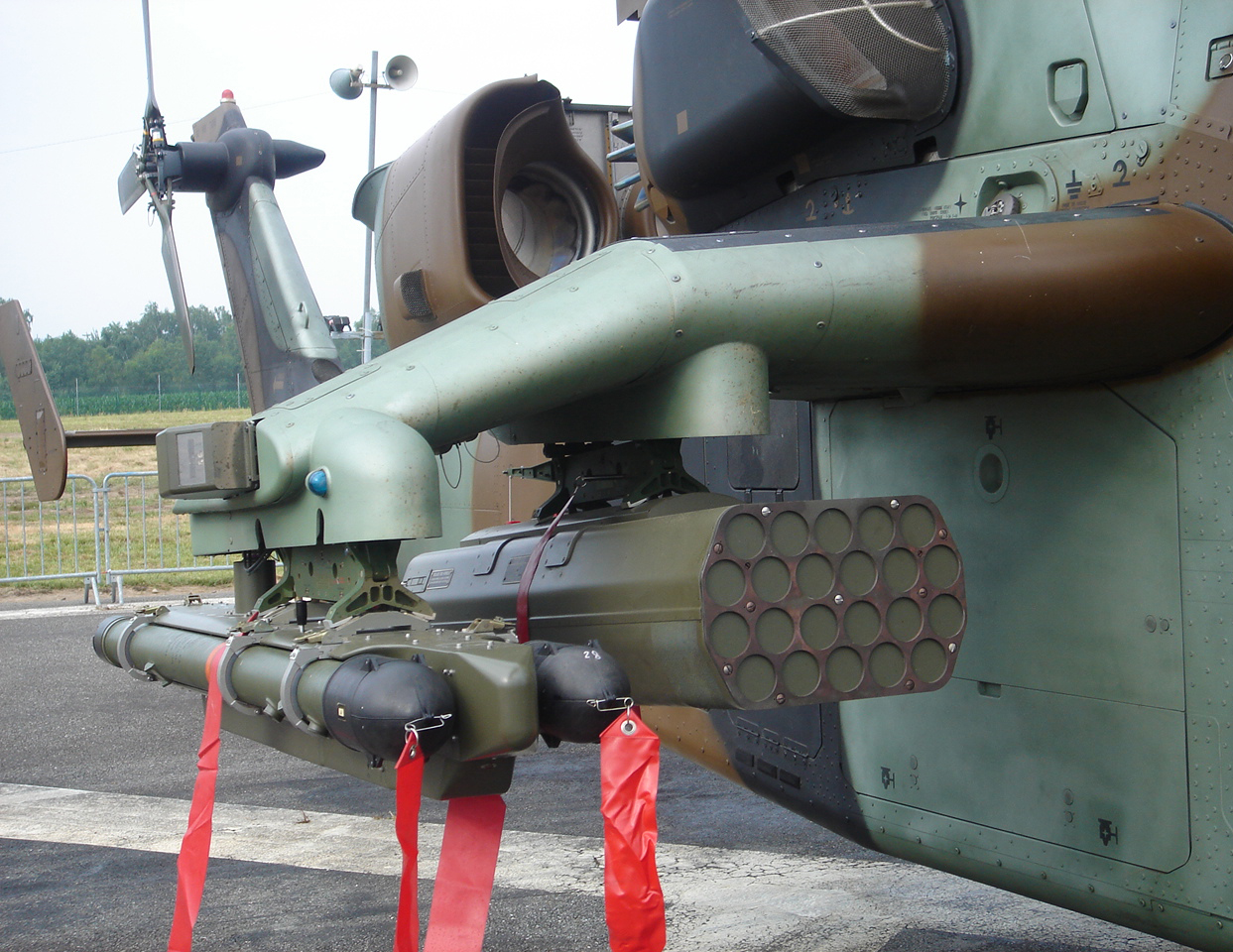
Dos misiles aire-aire Mistral y un lanzador de 22 cohetes SNEB de 68 mm montados en el ala derecha de un Tigre HAP francés.

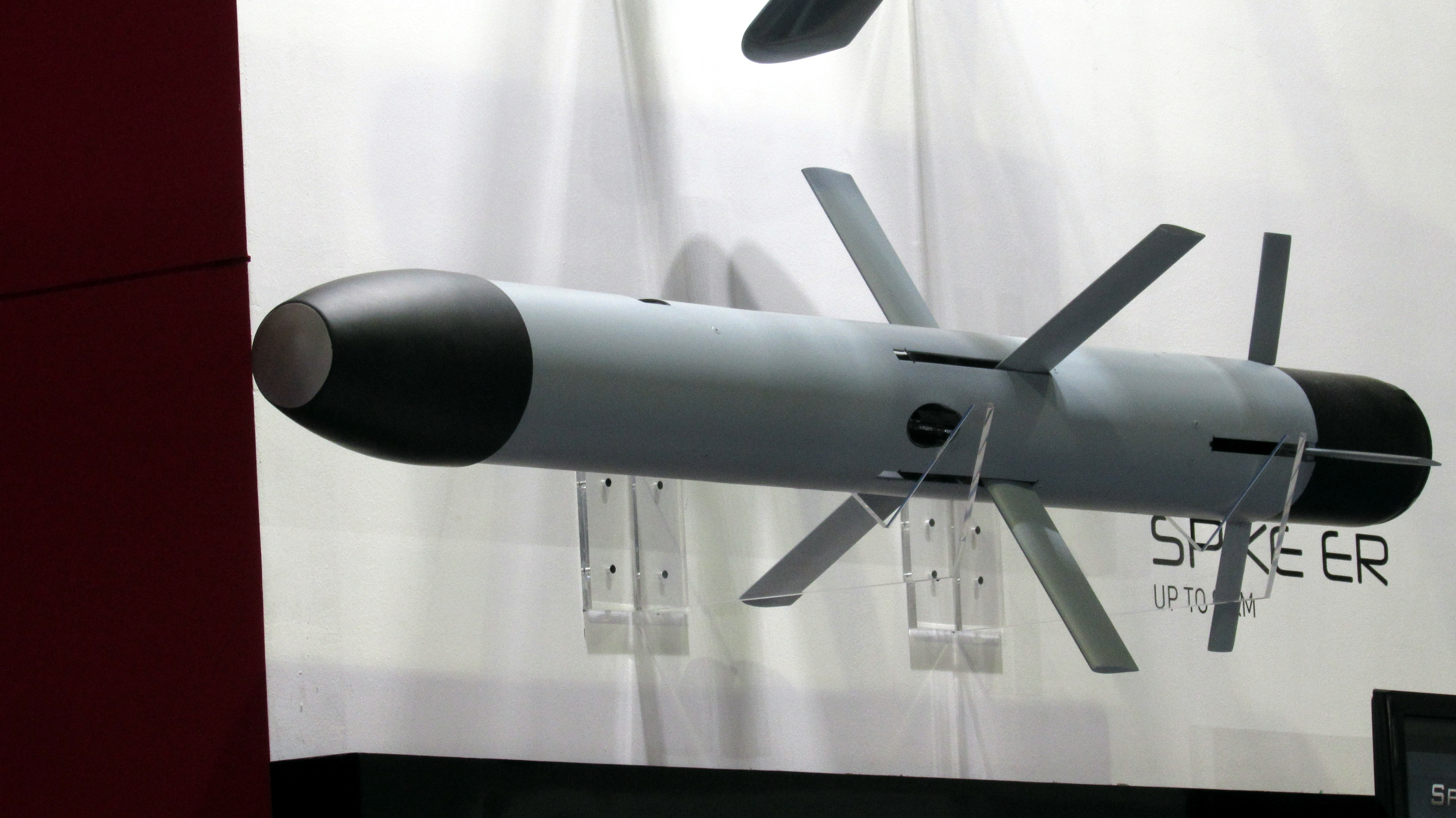
Spike-ER

- Cañón automático.
  - GIAT 30 en torreta (HAP, HAD, ARH)
  - Ametralladora Browning M2 de 12,7 mm o cañón automático de 20 mm en contenedor (UHT)

- Cohetes. Contenedores de:
  - 19, 12 o 7 SNEB de 70 mm (HAD)
  - 22 SNEB de 68 mm (HAP)
  - 19 Hydra 70 de 70 mm (UHT, ARH)

- Misiles antitanque.
  - Euromissile HOT III (UHT)
  - PARS 3 LR (también conocido como TRIGAT-LR) (UHT)
  - AGM-114 Hellfire (ARH, HAD francés)
  - Rafael Spike ER (HAD español)

- Misiles aire-aire.
  - MBDA Mistral (HAP, HAD)
  - AIM-92 Stinger (UHT, ARH)

#### Configuraciones
Capacidades de los cuatro soportes de armamento según tipo de arma. Son posibles las configuraciones asimétricas cargando distintas combinaciones.
Leyenda:  Alemania -  Australia -  España -  Francia
| Armamento                                                                 | Cantidad por soporte | Cantidad por soporte | Cantidad por soporte | Cantidad por soporte | País usuario                                                                        |
| Armamento                                                                 | Exterior izq.        | Interior izq.        | Interior der.        | Exterior der.        | País usuario                                                                        |
| Cañones y ametralladoras                                                  |                      |                      |                      |                      |                                                                                     |
| ------------------------------------------------------------------------- | -------------------- | -------------------- | -------------------- | -------------------- | ----------------------------------------------------------------------------------- |
| Contenedor con cañón automático de 20 mm                                  | 0                    | 1                    | 1                    | 0                    | Bandera de Francia                                                                  |
| Contenedor con ametralladora Browning M2 12,7 x 99 OTAN y 400 proyectiles | 0                    | 1                    | 1                    | 0                    | Bandera de Alemania                                                                 |
| Cohetes                                                                   |                      |                      |                      |                      |                                                                                     |
| SNEB 70 mm                                                                | 7                    | 7 / 19               | 7 / 19               | 7                    | Bandera de Alemania · Bandera de España · Bandera de Francia                        |
| SNEB 68 mm                                                                | 12                   | 22                   | 22                   | 12                   | Bandera de España · Bandera de Francia                                              |
| Hydra 70 mm                                                               | 0                    | 19                   | 19                   | 0                    | Bandera de Australia                                                                |
| Misiles aire-tierra                                                       |                      |                      |                      |                      |                                                                                     |
| Trigat-LR                                                                 | 0                    | 4                    | 4                    | 0                    | Bandera de Alemania                                                                 |
| Euromissile HOT 3                                                         | 0                    | 4                    | 4                    | 0                    | Bandera de Alemania · Bandera de Francia                                            |
| AGM-114 Hellfire II                                                       | 0                    | 4                    | 4                    | 0                    | Bandera de Australia                                                                |
| Spike-ER                                                                  | 0                    | 4                    | 4                    | 0                    | Bandera de España                                                                   |
| Misiles aire-aire                                                         |                      |                      |                      |                      |                                                                                     |
| MBDA Mistral                                                              | 2                    | 0                    | 0                    | 2                    | Bandera de España · Bandera de Francia                                              |
| FIM-92 Stinger                                                            | 2                    | 0                    | 0                    | 2                    | Bandera de Alemania · Bandera de Australia                                          |
| Combustible                                                               |                      |                      |                      |                      |                                                                                     |
| Tanque externo de combustible de 350 litros                               | 0                    | 1                    | 1                    | 0                    | Bandera de Alemania · Bandera de Australia · Bandera de España · Bandera de Francia |

### Componentes

#### Versión Española
Algunos equipos de dotación de los helicópteros españoles se obtendrán como GFE (Government Furnished Equipment) y serán contratados directamente a empresas españolas (ITP, Indra Sistemas), mientras que otras empresas españolas participarán como subcontratistas en diferentes subsistemas.
Leyenda:  Alemania -  Bélgica -  España -  Estados Unidos -  Francia -  Israel -  Reino Unido

##### Estructura
| Sistema | País                                                         | Fabricante | Notas                                     |
| ------- | ------------------------------------------------------------ | ---------- | ----------------------------------------- |
| Célula  | Bandera de Alemania · Bandera de España · Bandera de Francia | Eurocopter | Fabricado por su filial Eurocopter España |

##### Electrónica

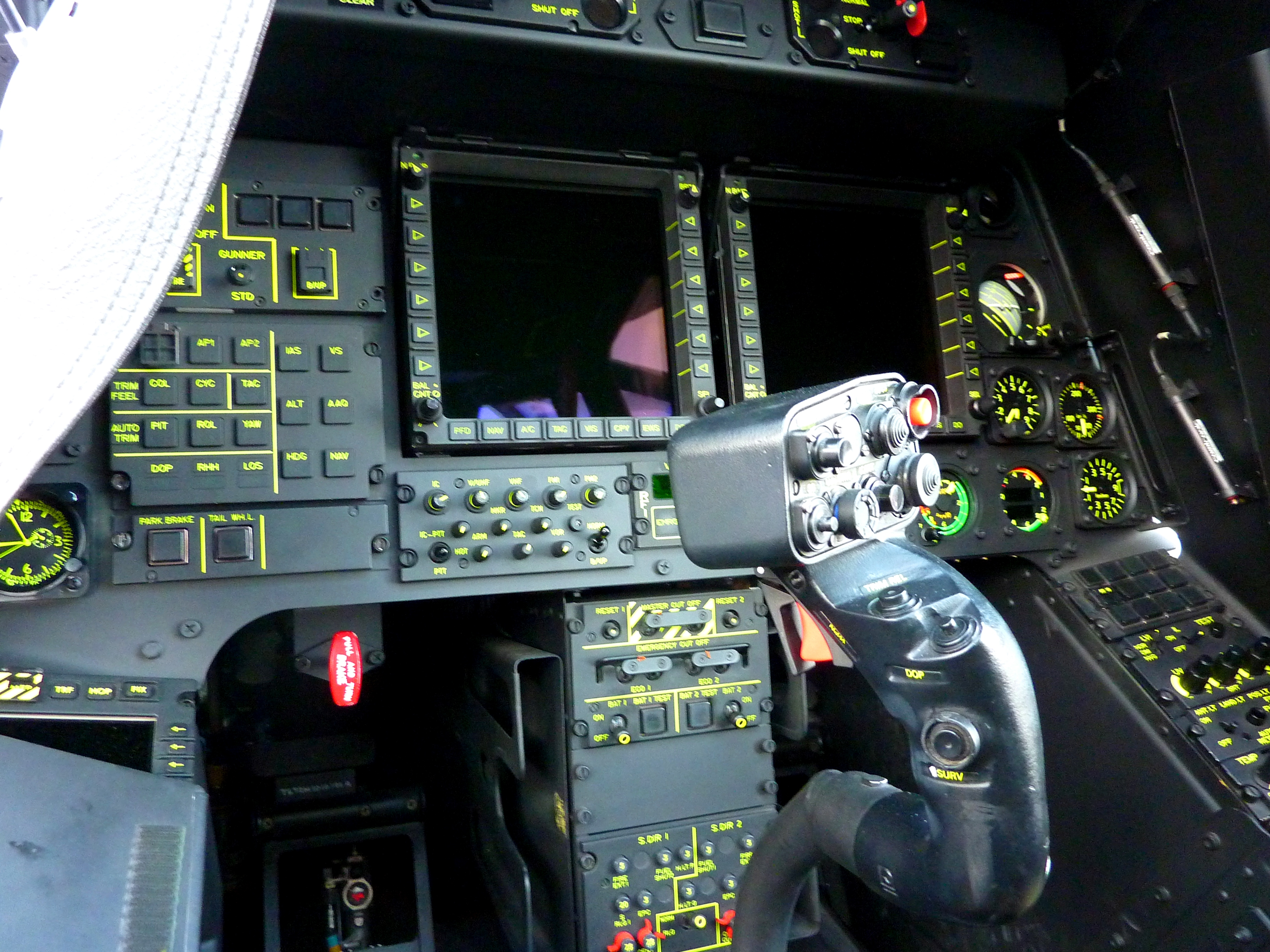
Cabina de mando delantera (piloto) de un Tigre HAP del Ejército de Tierra de España.

| Sistema                             | País               | Fabricante     | Notas         |
| ----------------------------------- | ------------------ | -------------- | ------------- |
| Red de datos                        |                    |                | MIL-STD-1553B |
| Radar                               | Bandera de Francia | Thales Group   |               |
| Aviónica                            | Bandera de España  | GMV            |               |
| Hardware de la computadora de vuelo | Bandera de España  | Indra Sistemas |               |
| Sistema de combate                  | Bandera de España  | GMV            |               |
| Casco                               | Bandera de Francia | Thales Group   |               |
| Sistema de comunicaciones           | Bandera de España  | Amper          |               |
| Sistema de adquisición de blancos   | Bandera de España  | Indra Sistemas |               |
| Sistemas optrónicos                 | Bandera de España  | Tecnobit       |               |
| Sistemas IR                         | Bandera de España  | Tecnobit       |               |
| Contramedidas                       | Bandera de España  | EADS           |               |

##### Armamento
| Sistema                                                      | País                                     | Fabricante                         | Notas |
| ------------------------------------------------------------ | ---------------------------------------- | ---------------------------------- | --- |
| Cañón                                                        | Bandera de España · Bandera de Francia   | Santa Bárbara Sistemas GIAT/Nexter | Empresa Española vendida a General Dynamics 1 × GIAT 30 de 30 mm. Fabricado en España por Santa Bárbara Sistemas bajo licencia de GIAT/Nexter |
| Contenedor de ametralladora (Alemania)                       | Bandera de Bélgica                       | FN Herstal                         | 2 × FN HMP 400 con ametralladora de 12,7mm |
| Contenedor de cañón (Francia)                                | Bandera de Francia                       | Nexter                             | 2 × NC621 con cañón M621 de 20mm |
| Cohete aire-tierra                                           | Bandera de Francia                       | TDA Armements SAS                  | SNEB de 68mm |
| Cohete aire-tierra                                           | Bandera de Francia                       | TDA Armements SAS                  | SNEB de 70mm |
| Cohete aire-tierra (Australia)                               | Bandera de Estados Unidos                | General Dynamics                   | Hydra 70 |
| Cohete guiado por láser aire-tierra (Francia)                | Bandera de Francia                       | TDA Armaments SAS                  | ACULEUS LG de 68mm |
| Cohete guiado por láser aire-tierra (España, en integración) | Bandera de Bélgica                       | Forges de Zeebrugge                | FZ275 LGR de 70mm |
| Misil antitanque (Alemania y Francia)                        | Bandera de Alemania · Bandera de Francia | Euromissile                        | HOT III |
| Misil antitanque (Alemania)                                  | Bandera de Alemania                      | PARSys GmbH                        | PARS 3 LR |
| Misil antitanque (Australia)                                 | Bandera de Estados Unidos                | Lockheed Martin                    | AGM-114 Hellfire |
| Misil antitanque (España)                                    | Bandera de Israel                        | Rafael Advanced Defense Systems    | Spike-ER |
| Misil antitanque (España, en integración)                    | Bandera de Israel                        | Rafael Advanced Defense Systems    | Spike-ER2 |
| Misil antitanque (España, en integración)                    | Bandera de Israel                        | Rafael Advanced Defense Systems    | Spike-LR2 |
| Misil aire-aire (Alemania y Australia)                       | Bandera de Estados Unidos                | General Dynamics Raytheon          | AIM-92 Stinger |
| Misil aire-aire (España y Francia)                           | Bandera de Francia                       | MBDA                               | Mistral 2 |
| Misil aire-aire (España, en integración)                     | Bandera de Francia                       | MBDA                               | Mistral 3 |

##### Propulsión

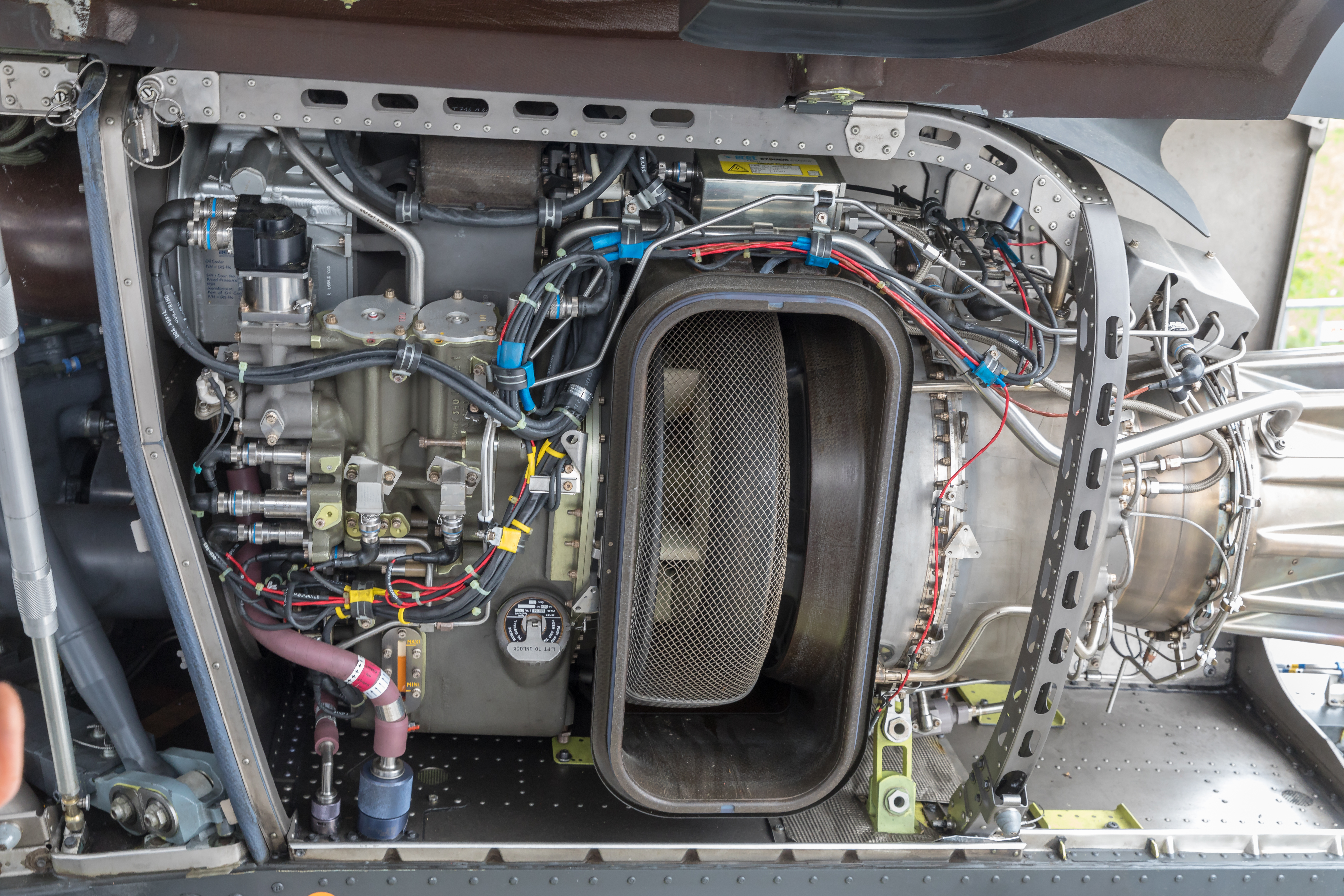
MTR390.

| Sistema | País                                                                                   | Fabricante   | Notas |
| ------- | -------------------------------------------------------------------------------------- | ------------ | --- |
| Motor   | Bandera de Alemania · Bandera de Francia · Bandera del Reino Unido · Bandera de España | MTR ITP Aero | 2× MTR390. Fabricado en España por ITP Aero bajo licencia de MTR Ex-subsidiaria de Rolls Royce Holdings vendida a Bain Capital. |

### Costes
El coste del programa de adquisición de los 24 helicópteros Tigre para el Ejército de Tierra de España fue de 1350 millones de euros.
El coste de compra unitario del sistema (helicóptero, armamento y soporte) depende del número de aeronaves y versión:
- Tigre ARH: 31 millones de dólares para Australia en 2010.[16][17]

- Tigre HAD: entre 73,7 millones de euros para Francia en 2010,[18] y 65 millones de euros para España en 2010,[15] debido a los intereses por los retrasos en los pagos del programa.[19]

- UHT: 37,5 millones de euros para Alemania en 2010.[15]

En comparación, el coste unitario de compra de un AH-64E estadounidense es de 250 millones de $ en 2020.

### Visor integrado en casco y pantalla
- Los helicópteros Tigre franceses están equipados con el visor integrado en casco y pantalla (HMSD) TopOwl para el piloto y el copiloto, y un presentador frontal de datos (HUD) para el piloto de Thales Avionique.
- La tripulación de los Tigre alemanes está equipada con el visor integrado en casco y pantalla de BAE Systems.
- La tripulación de los Tigre australianos usa el HMSD TopOwl de Thales Avionics.

## Historia operacional

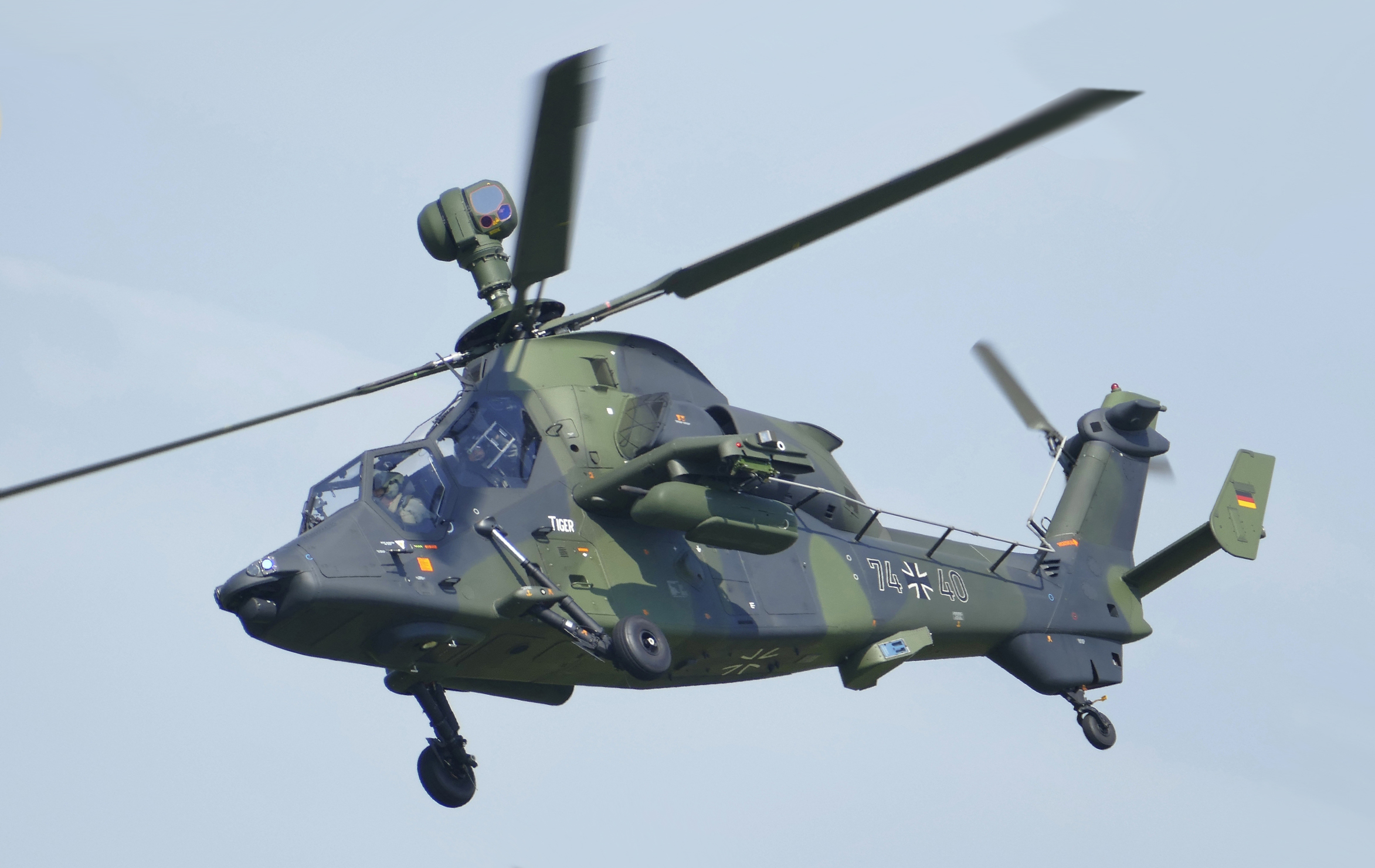
En 2013, un Tiger del ejército alemán disparó sus armas por primera vez en una misión de apoyo aéreo cercano.

En diciembre de 2008 se completó la calificación final de las variantes HAP y UHT del Tiger, lo que marcó la preparación de la plataforma para realizar tareas operativas en el extranjero. En mayo de 2009, el Tiger participó en pruebas de preparación frente a la costa de Tolón para despejar el tipo para implementaciones activas a bordo. En noviembre de 2009, se habían entregado a los clientes casi 50 Tiger y la flota mundial había acumulado más de 13.000 horas de vuelo
En julio de 2009, tres helicópteros Tiger HAP franceses del 5.º Regimiento de Helicópteros llegaron al Aeropuerto Internacional de Kabul en Afganistán, marcando el primer despliegue activo del Tiger en una zona de combate activa. Los helicópteros realizaron misiones armadas de reconocimiento y apoyo de fuegos, actuando en apoyo de las tropas terrestres de la coalición que luchaban contra la insurgencia talibán. Los Tigre obtuvieron su certificación operativa en Afganistán a principios de agosto de 2009; un oficial francés describió el papel del Tigre en el teatro como "encontrar, atacar, reprimir, apoderarse, asaltar y apoyar". Para julio de 2010, se informó que el destacamento Tiger había totalizado 1000 horas operativas en Afganistán. El 4 de febrero de 2011, un Tiger francés se estrelló durante una operación nocturna a unas 30 millas al este de Kabul y ambos miembros de la tripulación sufrieron heridas leves.
En agosto de 2009, la revista alemana Der Spiegel informó que los diez Tigre operativos en el ejército alemán solo eran aptos para el entrenamiento de pilotos, mientras que otros no habían sido aceptados debido a defectos. En mayo de 2010, Alemania suspendió las entregas por "defectos graves, especialmente en el cableado"; en respuesta, Eurocopter declaró que "se han desarrollado medidas correctivas relacionadas con problemas de cableado, acordadas por el cliente y se están implementando", y que pronto se entregarían dos helicópteros corregidos al ejército alemán.
Durante la intervención militar en Libia de 2011, Francia desplegó el buque de asalto anfibio Tonnerre, que transportaba varios helicópteros de ataque Tiger a bordo, a la costa de Libia para llevar a cabo operaciones militares sobre objetivos militares dentro del país. El 4 de junio de 2011, los Tigre franceses, junto con los helicópteros Apache del Ejército británico, comenzaron a realizar operaciones de combate en Libia.
En diciembre de 2012 se desplegó en Afganistán un vuelo de cuatro Tiger UHT alemanes. Operando desde Mazar-i-Sharif, realizaron misiones de reconocimiento, apoyo terrestre y protección de convoyes. Todos habían sido actualizados previamente bajo el programa ASGARD; las modificaciones incluyen la adición de nuevos sistemas defensivos, filtros de arena para los motores MTR390 y mejoras en el conjunto de comunicaciones. Entre el 30 de enero de 2013 y el 30 de junio de 2014, los Tigre alemanes volaron 1860 horas y realizaron 260 incursiones en apoyo de las tropas terrestres de la OTAN, las fuerzas de seguridad afganas y los esfuerzos de ayuda humanitaria después de las inundaciones. El modelo realizó sus primeros disparos en el servicio alemán el 4 de mayo de 2013, proporcionando vigilancia armada a las tropas de las fuerzas especiales KSK con cohetes no guiados y fuego de ametralladoras.. El ejército alemán recibió sus últimos Tigres actualizados con ASGARD en marzo de 2014
En marzo de 2013, España también desplegó tres Tiger HAD en la región, para brindar apoyo a las fuerzas terrestres españolas.
En enero de 2013, como parte de la intervención de Francia en el conflicto en el norte de Malí, se desplegó un pequeño número de Tigre para realizar operaciones de combate en ese teatro. Los primeros HAD de producción (Bloque 1) siguieron en noviembre de 2014, después de haber sido declarados aptos para el combate. En marzo de 2017, los Tigre alemanes fueron rotados al mismo país en apoyo de MINUSMA, relevando a los Apache de la Real Fuerza Aérea de los Países Bajos. El 26 de julio, uno de los aparatos en cuestión se estrelló en el desierto a 700 kilómetros al norte de Gao, muriendo ambos tripulantes. Una investigación posterior descubrió que los errores cometidos por contratistas civiles de mantenimiento mal capacitados habían causado un mal funcionamiento fatal.

## Variantes

### Tigre HAP - Helicóptero de Apoyo y Protección

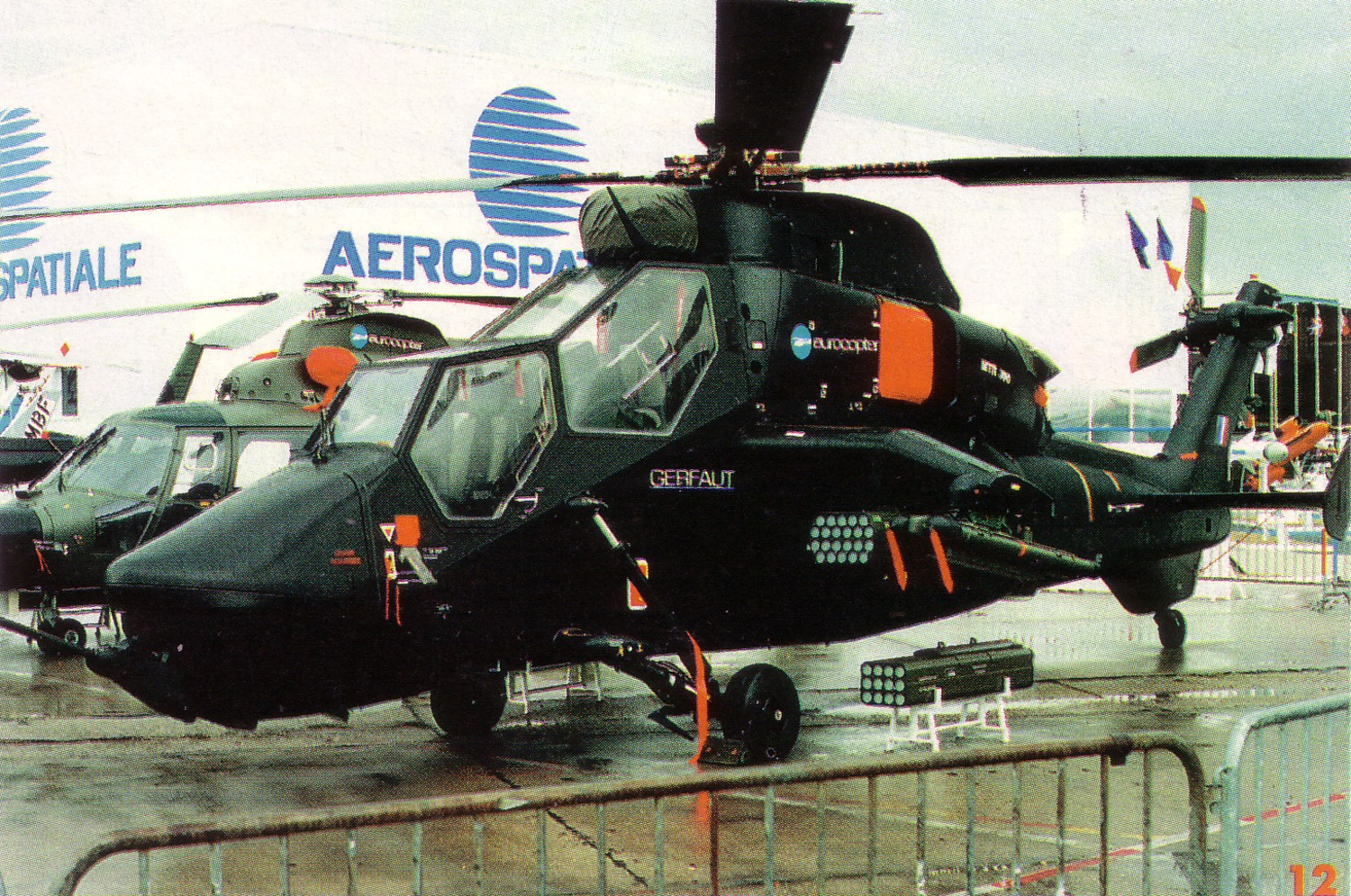
Un Tigre HAP francés en 1993. Muchas unidades de esta versión fueron actualizadas a la versión HAD.

El Tigre HAP (Helicoptère d'Appui Protection, Helicóptero de Apoyo y Protección) es un helicóptero de tamaño medio para combate aire-aire y fuego de apoyo construido para el Ejército de Tierra francés.
Está equipado en el morro con una torreta con cañón de 30 mm y cohetes no guiados SNEB de 68 mm para su rol como helicóptero de apoyo, así como misiles aire-aire Mistral.
Está versión apenas está blindada, sólo tiene un poco de blindaje para protección de los asientos. Posee un sistema automático de detección de misiles y contramedidas. Todos los sistemas están duplicados a cada lado del aparato. Muchas unidades de esta versión fueron actualizadas a la versión HAD posteriormente.

### UHT - Helicóptero de Apoyo
El UHT (de UnterstützungsHubschrauber Tiger; "Helicóptero Tigre de Apoyo" en alemán) es un helicóptero de fuego de soporte multi-rol de tamaño medio construido para el Ejército alemán.
El UHT puede llevar misiles antitanque PARS 3 LR "dispara y olvida" y/o HOT3, así como cohetes aire-tierra para fuego de apoyo Hydra de 70 mm. Además monta 4 misiles AIM-92 Stinger (dos a cada lado) para combate aire-aire. A diferencia de la versión HAP/HCP, esta versión no tiene integrada una torreta artillada, pero se le puede añadir una ametralladora de 12,7 mm en caso de necesidad. El Ejército alemán decidió prescindir del cañón francés GIAT de 30 mm, que es usado en otras versiones del Tigre, porque estaba descontento con el alto retroceso de esa arma. Probablemente los UHT sean actualizados posteriormente añadiéndoles un cañón automático sin retroceso de 30 mm Rheinmetall RMK30, pero todavía no está decidido debido al presupuesto.
Otra diferencia notable con la versión HAP es el uso de una mira montada sobre el eje del rotor, que tiene un canal de TV y un canal de infrarrojo de segunda generación.
Las contramedidas incluyen receptores de aviso de radar, láser, y de misiles y lanzadores de señuelos.

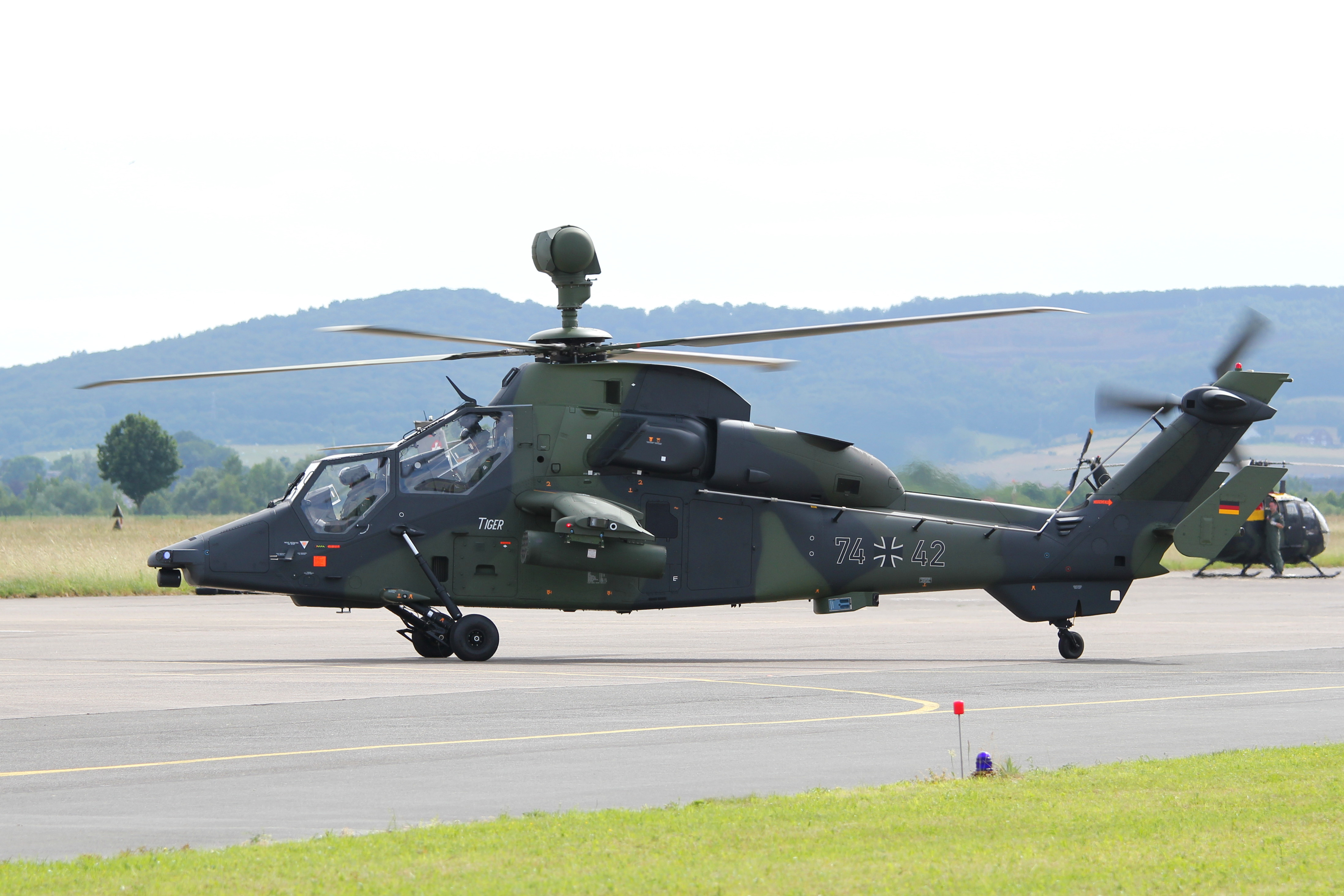
Un Eurocopter Tigre UHT alemán .
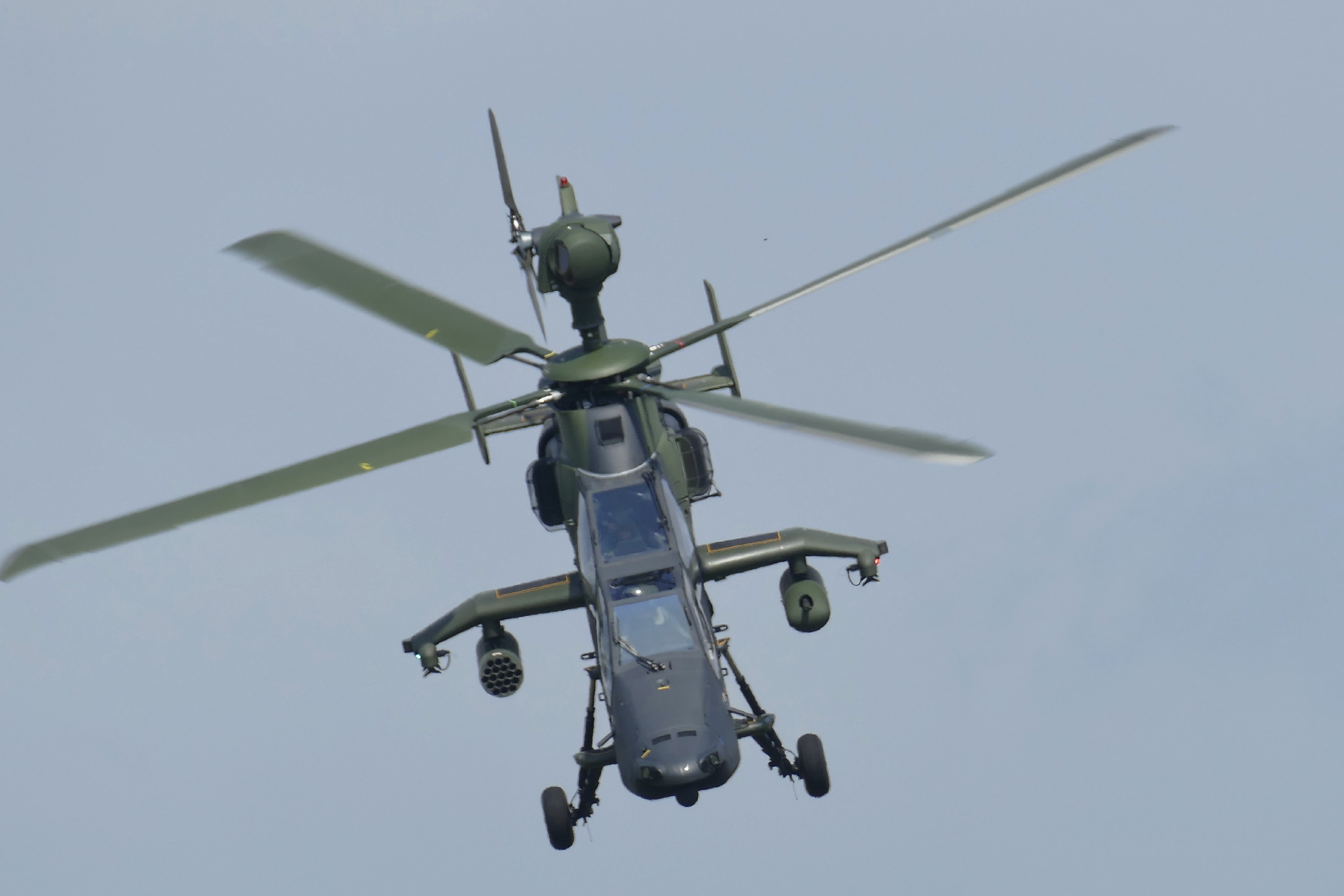
Un Eurocopter Tigre UTH alemán.
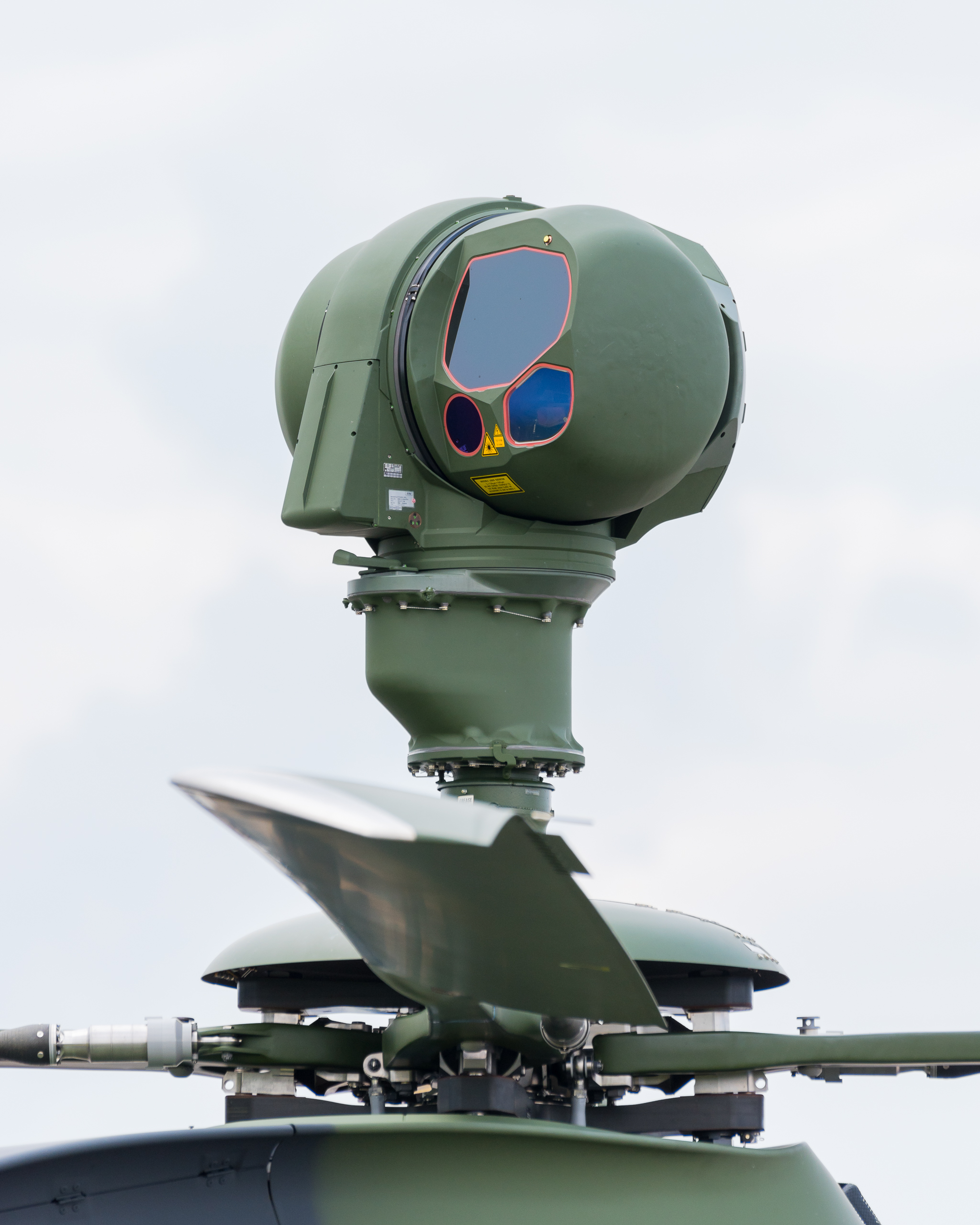
Sistema de visión/sensor Osiris.
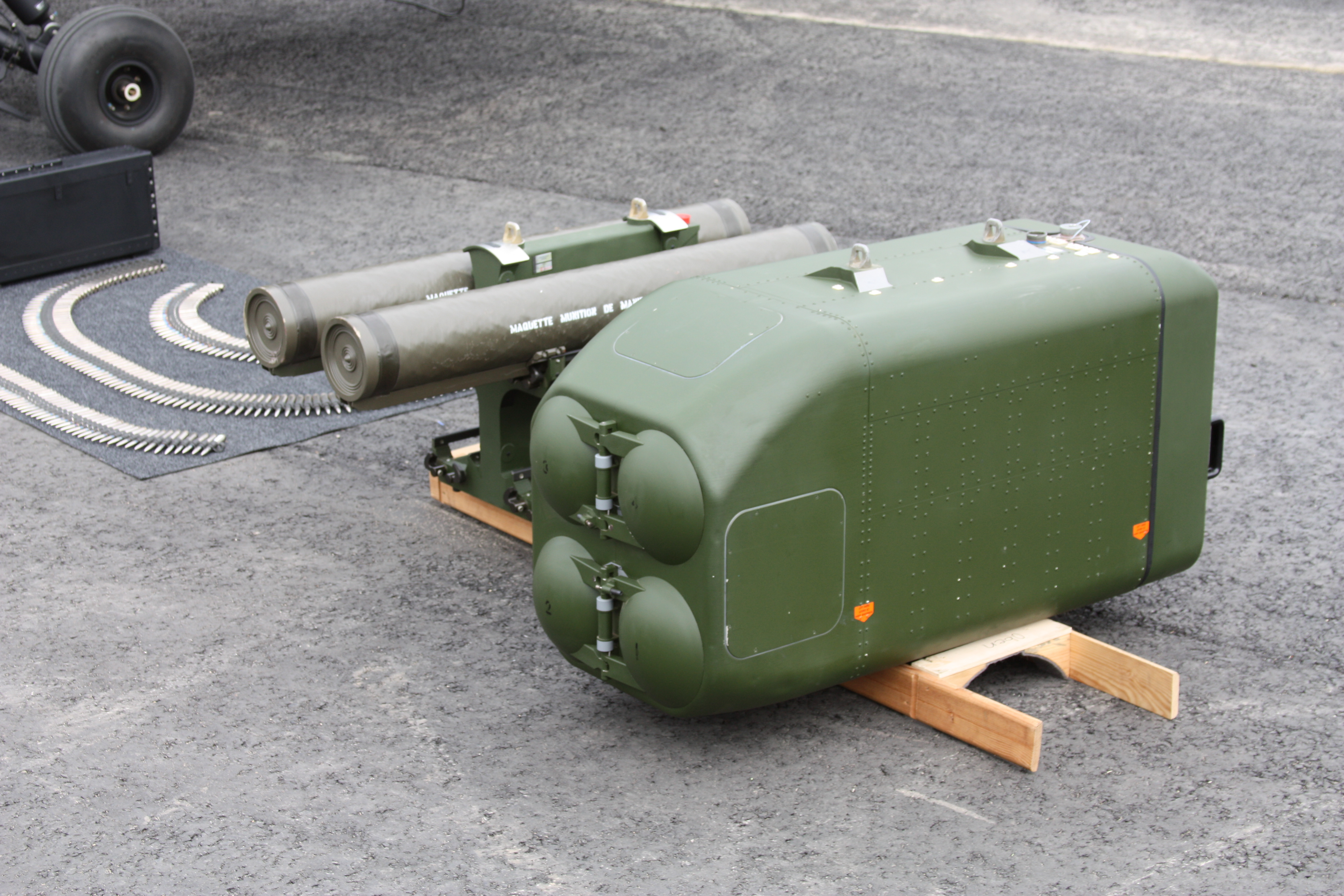
PARS 3 TRIGAT-LR Missile.

### Tigre ARH - Helicóptero de Reconocimiento Armado
El Tigre ARH (Armed Recoinnaissance Helicopter - Helicóptero de Reconocimiento Armado) es la versión utilizada por el ejército australiano. El Tigre ARH es una versión modificada y mejorada del Tigre HAP con motores mejorados MTR390 y un designador láser incorporado para utilizar con misiles aire-tierra Hellfire II. En lugar de los cohetes no guiados SNEB, el ARH utiliza los cohetes de 70 mm Forges de Zeebruges (FZ) desarrollados en Bélgica.

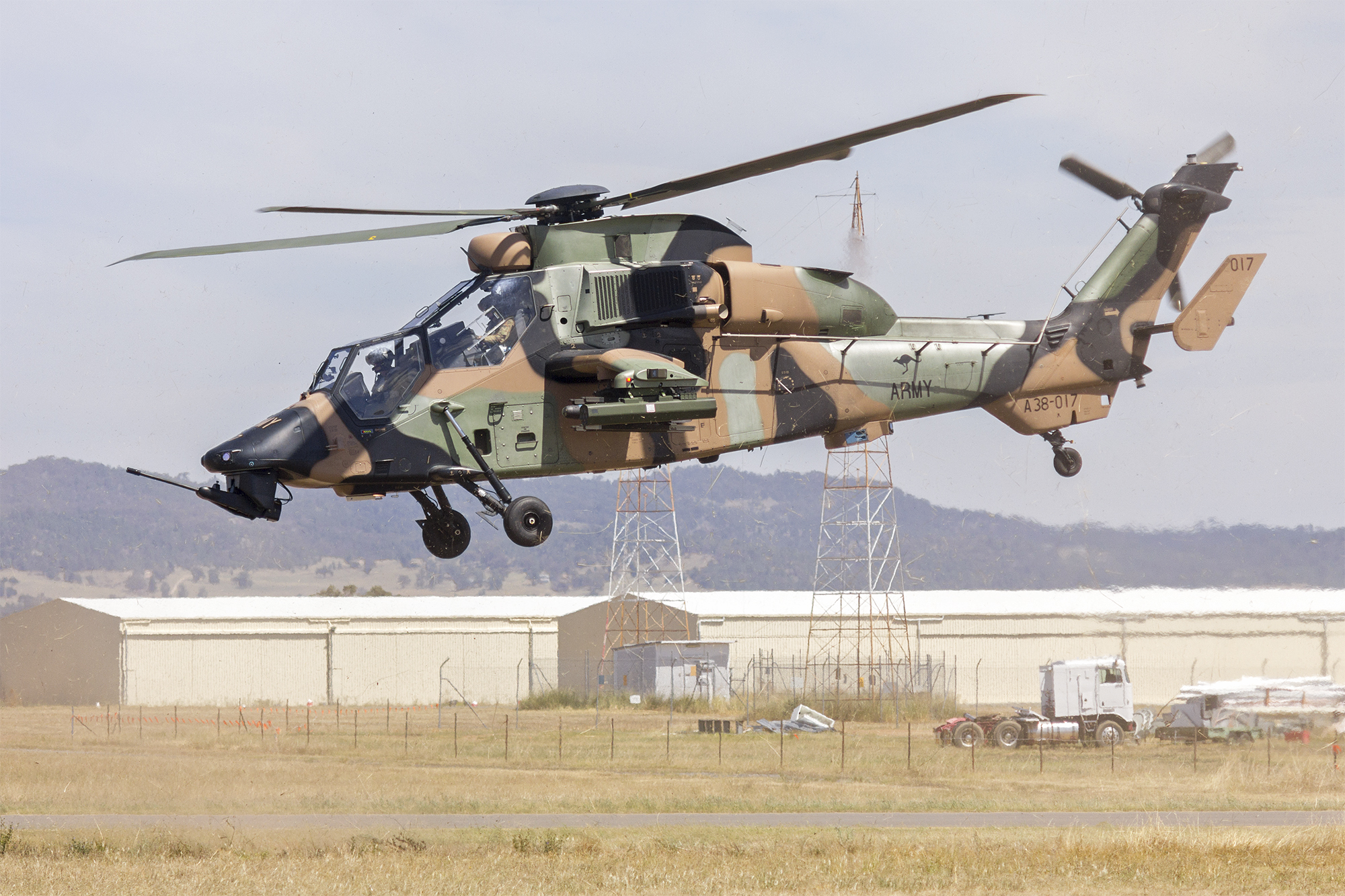
Un helicóptero Tigre ARH del Ejército Australiano.
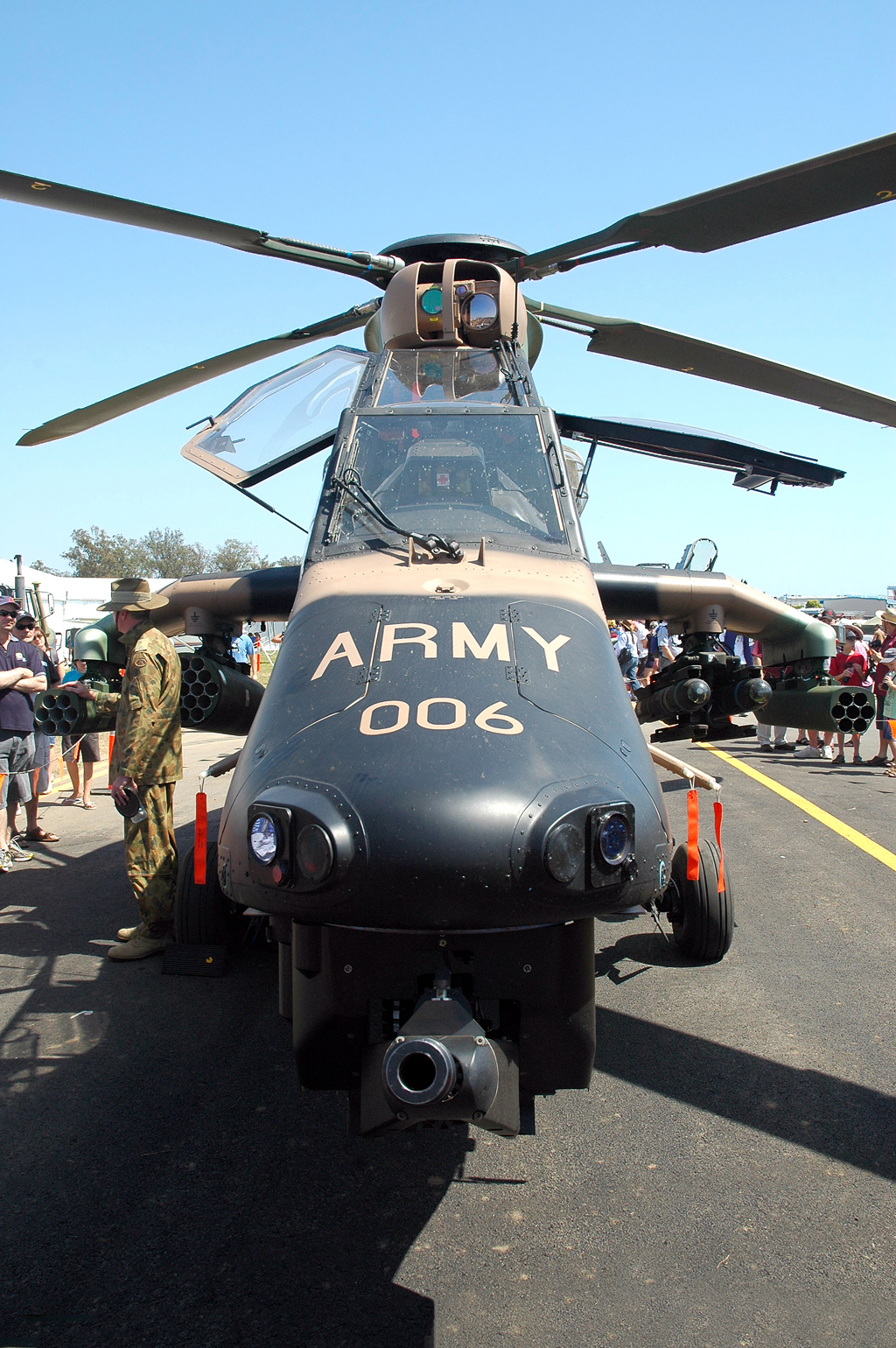
Detalle del morro de un Tigre ARH australiano.
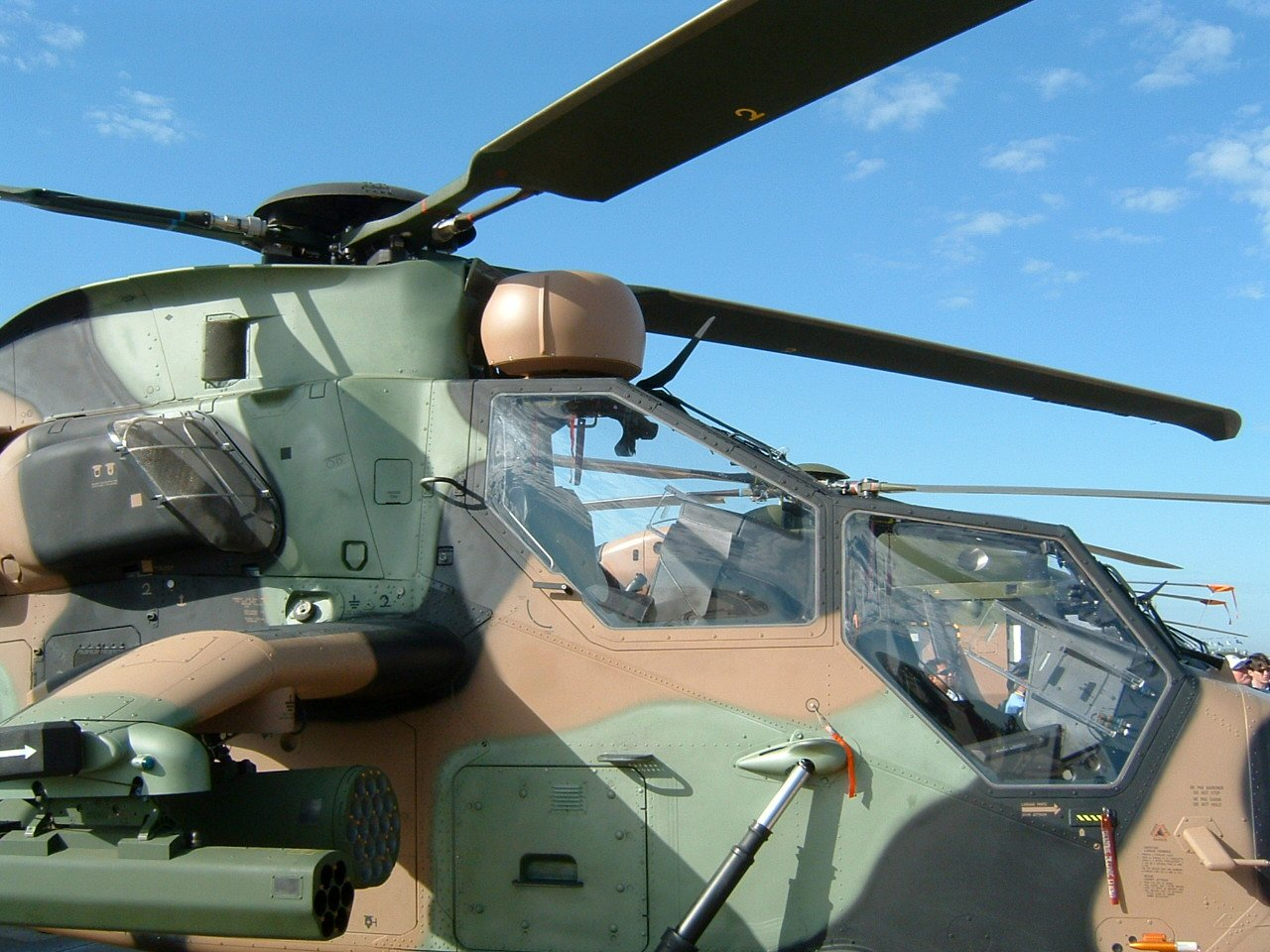
Detalle de la cabina de un Tigre ARH australiano.
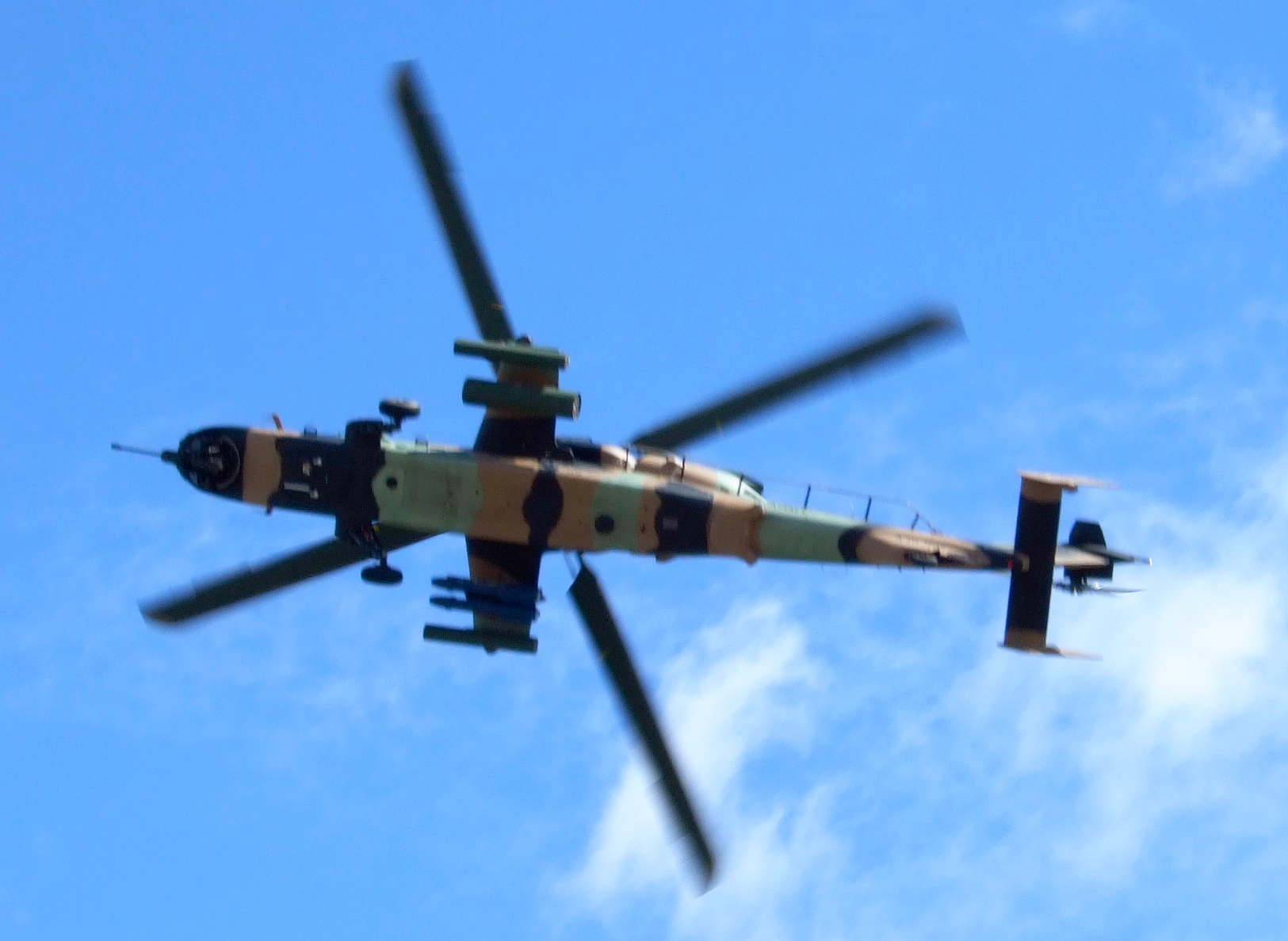
Vista inferior de un Tigre ARH australiano.

### Tigre HAD - Helicóptero de Ataque y Destrucción
El Tigre HAD (Helicóptero de Ataque y Destrucción) es casi idéntico a la versión HAP, pero con un 14% más de potencia al utilizar motores MTR390-E, en especial para mejorar su capacidad de vuelo en climas calurosos y mejor protección balística, entre otras características. También puede ser equipado con misiles antitanque Spike (para el Ejército español) o Hellfire (para el Ejército francés). Durante el mes de mayo del 2008 tuvieron lugar, en el centro del INTA en Mazagón (Huelva), las pruebas de certificación del misil Spike con el HAD, realizándose un disparo por personal español en el primer HAD que se entregaría a España en un futuro próximo. En España se recibieron los 6 HAP acordados en contrato durante los años 2007-2010 y se esperaban los 18 HAD restantes a partir de 2012. Todos los helicópteros Tigre tienen su base en Almagro (Ciudad Real), donde se ubica el único Batallón de Helicópteros de Ataque, y desde donde durante muchos años se han ido formando pilotos y personal especialista de distintos tipos (mecánicos y aviónicos-armamento) en Francia y Alemania. En enero de 2016, los helicópteros Tigre del Ejército de Tierra español realizaron el primer tiro con misiles Spike en el Centro de Adiestramiento de San Gregorio (Zaragoza).
Es el helicóptero adecuado para realizar funciones de apoyo y fuego de supresión, y ha sido elegido para equipar al Ejército de Tierra español. El Ejército francés decidió actualizar la mayoría de sus helicópteros HAP a la versión HAD, por lo que la variante HAC (Helicoptère Anti-Char - Helicóptero Antitanque) fue cancelada.

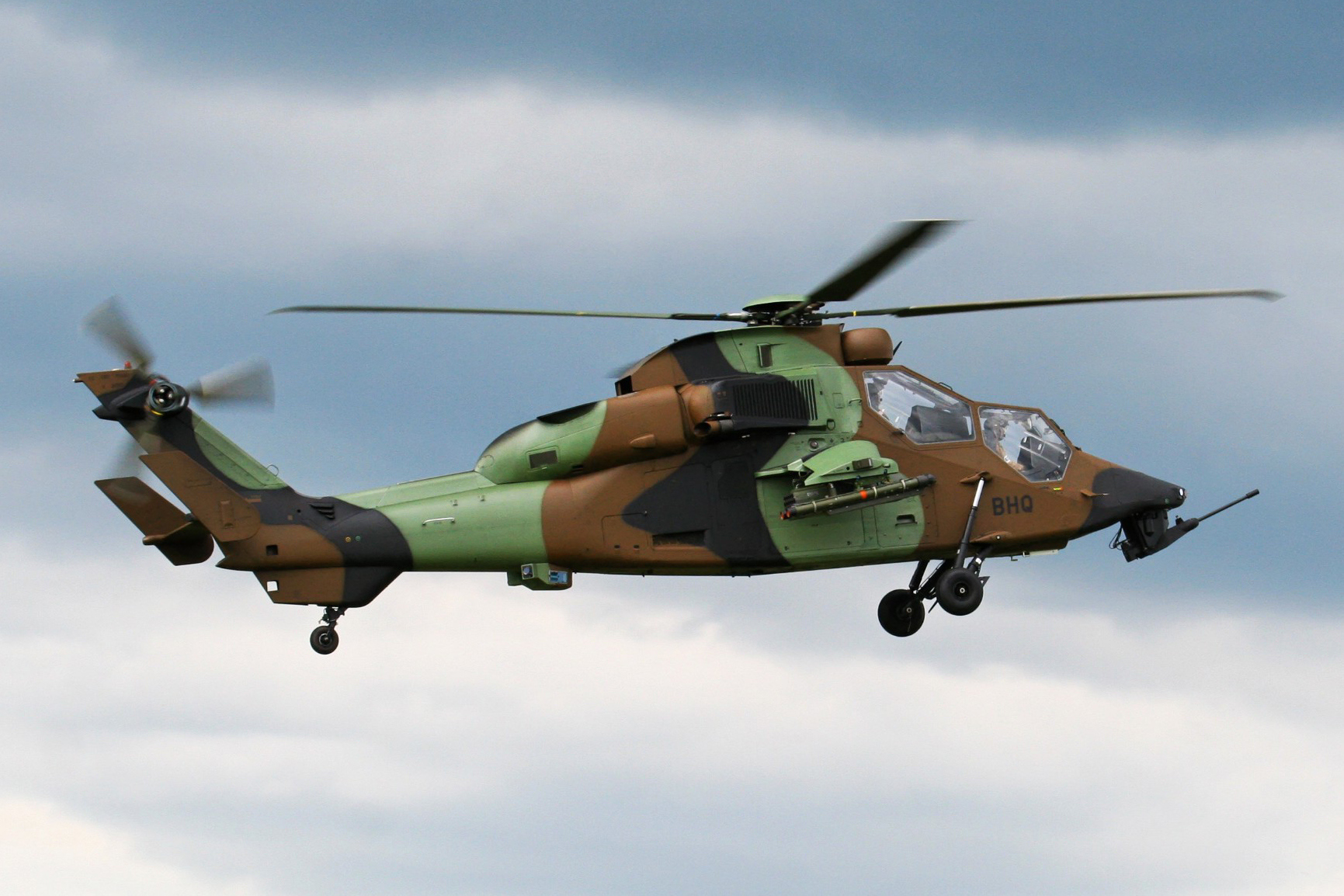
Un Eurocopter Tigre HAD del Ejército de Tierra francés.
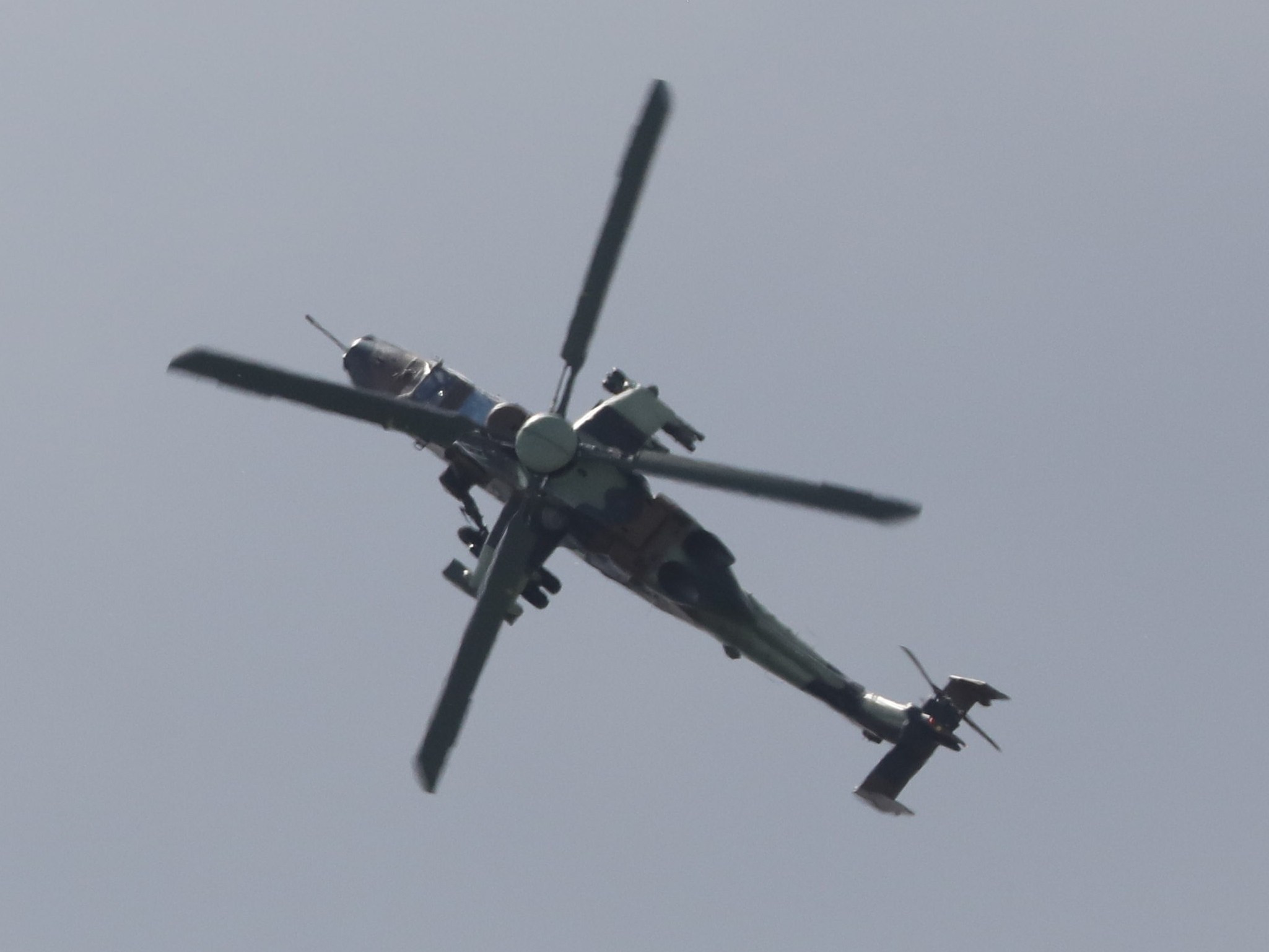
Un Eurocopter Tigre HAD francés.
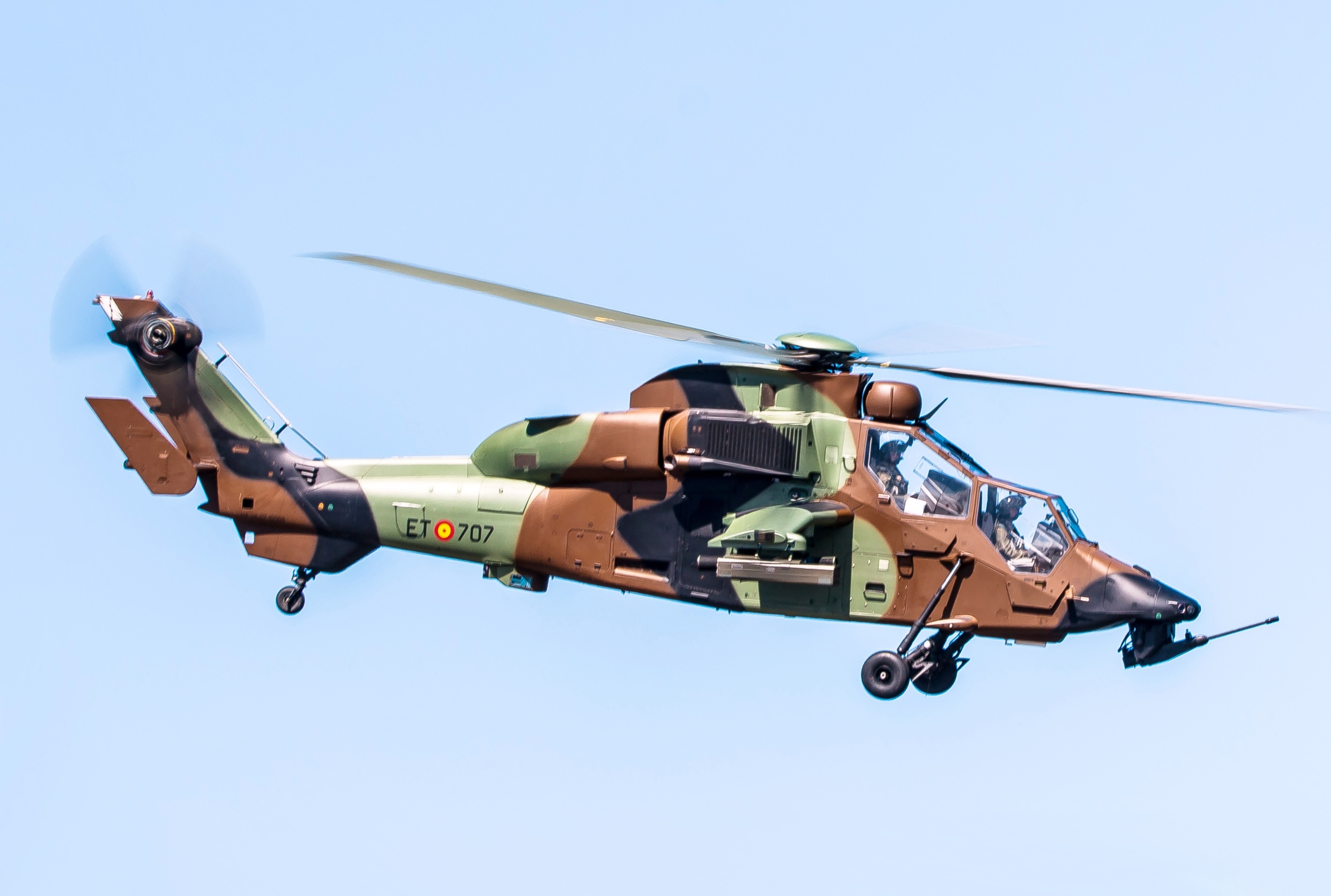
Eurocopter Tigre HAD del Ejército de Tierra de España.
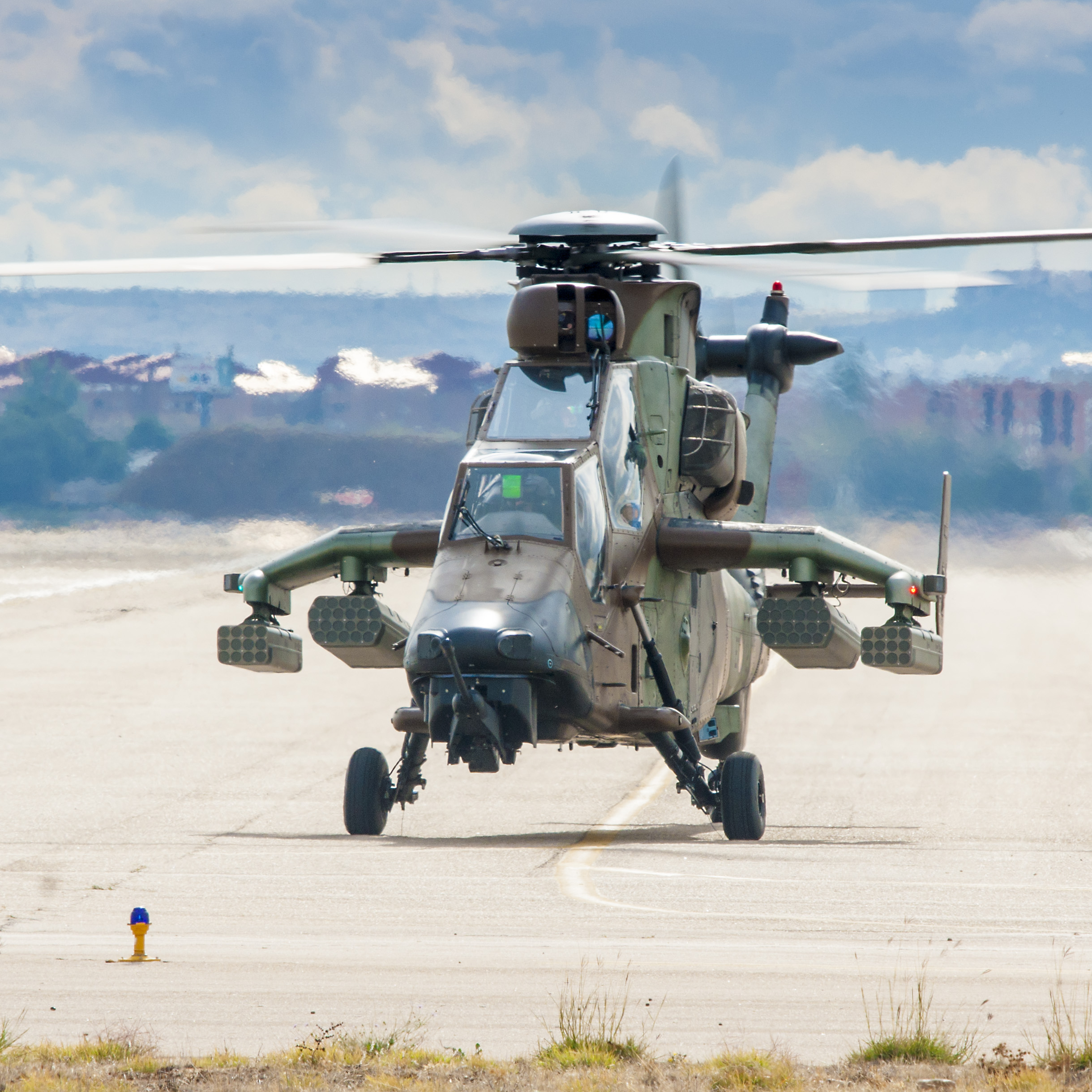
Eurocopter Tigre HAD español.

## Operadores
Alemania
- 57 helicópteros Tigre UHT.

 Australia
- 22 helicópteros Tigre ARH.

 España

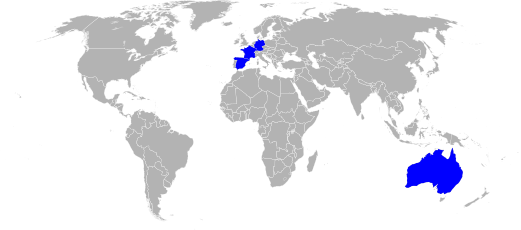
Operadores del Eurocopter Tigre.

- 24 helicópteros (recibidos 24, 18 HAD-E y retirados 6 HAP).

 Francia
- 67 unidades HAD contratadas, a recibir hasta 2019.[45]

## Apariciones notables en los medios
- El helicóptero hace su primera aparición ante el público en la película GoldenEye de James Bond de 1995, donde el robo de un prototipo era un elemento principal de la trama. Para obtener el permiso, los guionistas tuvieron que cambiar dos veces la nacionalidad del oficial seducido por la asesina: de estadounidense a francés primero y de francés a canadiense después. Canadá no prestó ningún tipo de ayuda para el rodaje de la película.[46]
- En la película española Zona Hostil de Tornasol Films, del director Adolfo Martínez y estrenada en 2017, aparece el Tigre en acción.
- El Tigre aparece también en el juego de ordenador Battlefield 2 en su variante HAP. Es el helicóptero del ejército europeo en la expansión Euro Force.
- Aparece en el videojuego War Thunder como helicóptero investigable.
- Estos helicópteros pueden ser vistos en la película Al filo del mañana intentando proporcionar apoyo aéreo cercano a las tropas.

## Especificaciones

### Características generales
- Tripulación: Dos (piloto y artillero)
- Longitud: 14,1 m (46,2 ft)
- Diámetro rotor principal: 13 m (42,7 ft)
- Envergadura: 4,5 m (14,8 ft)
- Altura: 

  - 3,83 m (HAP/HAD/ARH)
  - 5,20 m (UHT con radar en mástil)
- Área circular: 133 m² (1431,6 ft²)
- Peso vacío: 3060 kg (6744,2 lb)
- Peso cargado: 

  - 4710 kg (HAP/ARH)
  - 4860 kg (UHT)
- Peso máximo al despegue: 

  - 6100 kg (UHT/HAP/ARH)
  - 6600 kg (HAD)
- Planta motriz: 2× turboeje MTRI (MTU Aero Engines, Turbomeca, Rolls Royce e ITP) MTR MTR390.
  - Potencia: 957 kW (1319 HP; 1301 CV) en la versión estándar (UHT/HAP/ARH), o 1092 kW (1464 HP; 1484 CV) en la versión MTR-390-E (HAD) cada uno.
- Hélices: rotor principal de 4 palas y rotor de cola de 3
- Capacidad de combustible interno: 1360 l (1080 kg)
- Consumo aproximado: 275 kg/h (a velocidad de crucero)

### Rendimiento
- Velocidad máxima operativa (Vno): 315 km/h (196 MPH; 170 kt) , 290 km/h (180 MPH; 157 kt) con radar en mástil (UHT)
- Alcance: 4 horas. 5 horas con depósitos externos (cifras aproximadas)
- Alcance en combate: 800 km , 1300 km (808 mi; 702 nmi) con depósitos externos
- Techo de vuelo: 4000 m (13 123 ft)
- Régimen de ascenso: 10,7 m/s (2106 ft/min)Un cañón automático de 20 mm en su contenedor y dos misiles aire-aire AIM-92 Stinger montados en el ala izquierda de un UHT alemán.

### Armamento
- Cañones: 

  - 1x GIAT 30 de 30 mm en torreta bajo el morro (HAP/HAD/ARH)
- Puntos de anclaje: 4 pilones en estructuras alares para cargar una combinación de:   
  - Cohetes: contenedores de
    - 19×, 12× o 7× SNEB de 70 mm (HAD), o
    - 19× Hydra de 70 mm (UHT/ARH), o
    - 22× SNEB de 68 mm (HAP)

  - Misiles: 

    - Misiles antitanque:
      - 8× PARS 3 LR y/o HOT 3 (UHT) o
      - 8× Spike-ER (HAD español) o
      - 8× AGM-114 Hellfire (ARH/HAD francés)

    - Misiles aire-aire:
      - 4× AIM-92 Stinger (UHT/ARH) o
      - 4× Mistral (HAP/HAD)

  - Otros: 

    - Contenedores de ametralladoras Browning M2 de 12,7 mm (UHT)
    - Contenedores de cañones automáticos de 20 mm
    - Tanques de combustible externos de 350 l

## Aeronaves relacionadas

### Aeronaves similares
- CAIC WZ-10
- Boeing AH-64 Apache
- Bell AH-1Z Viper
- Bell AH-1 SuperCobra
- HAL LCH
- Agusta A129 Mangusta
- Kawasaki OH-1 Ninja
- Westland WAH-64 Apache
- Denel AH-2 Rooivalk
- / Mil Mi-24 Hind
- / Mil Mi-28 Havoc
- / Kamov Ka-50 Black Shark/Kamov Ka-52 Alligator

### Secuencias de designación
- Secuencia AS/EC_ (interna de Aérospatiale/Eurocopter): ← AS565 Panther - EC635 - EC645 - EC665 Tigre - EC725 - HH/MH-65 Dolphin - NH90 →
- Secuencia H_ (interna de Airbus Helicopters): ← H225 - H225M - NH-90 - Tiger
- Secuencia H._ (Helicópteros del Ejército del Aire español, 1978-presente): ← HE.25 - HE/HU.26 - HT/HU.27 - HA.28 - HD.29 - HU.30